# Estrechos del Ebrón

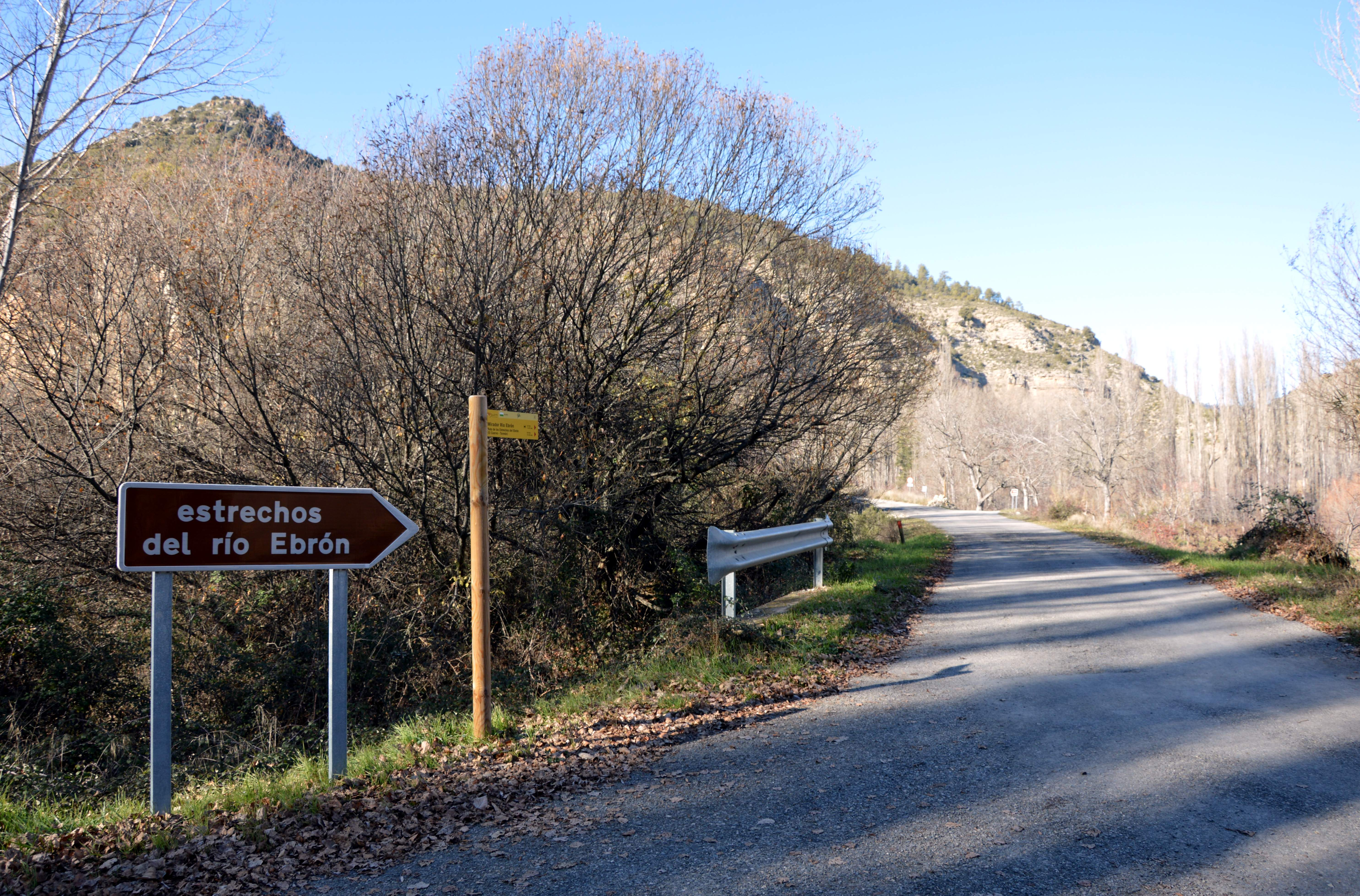
Señalización vertical en la Ruta de los Estrechos del Ebrón, «puente de la Palomareja», en El Cuervo.

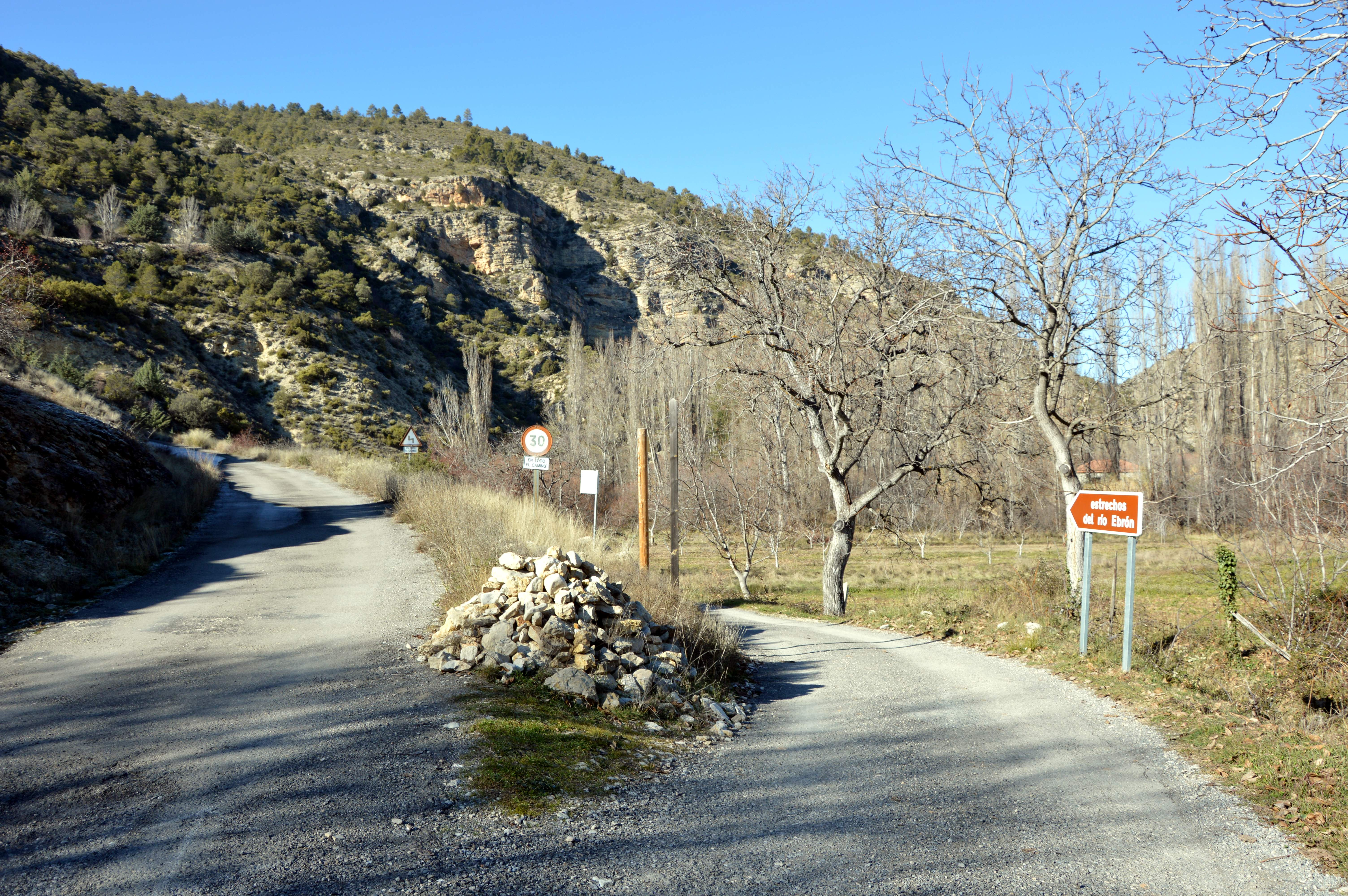
Señalización vertical en la Ruta de los «Estrechos del Ebrón», en El Cuervo.

Los estrechos del Ebrón es la denominación de una ruta senderista que se realiza siguiendo el curso medio-alto del río Ebrón, entre las localidades de El Cuervo y Tormón, municipios limítrofes de la provincia de Teruel (Comunidad de Aragón, España).
El Ebrón posee una longitud de cauce que alcanza los 21 km, con una extensión de cuenca de 244,9 km² y una pendiente total de 715 m, siendo su principal característica la regularidad de su cauce y abundante caudal. Tiene su nacimiento en los montes de Tormón (a 1.052 m de altitud), pasa El Cuervo, Cuesta del Rato, Castielfabib, Los Santos y Torrebaja (a 760 m de altitud), donde rinde sus aguas al Turia por la margen derecha, en el paraje denominado «Las Ajuntas».

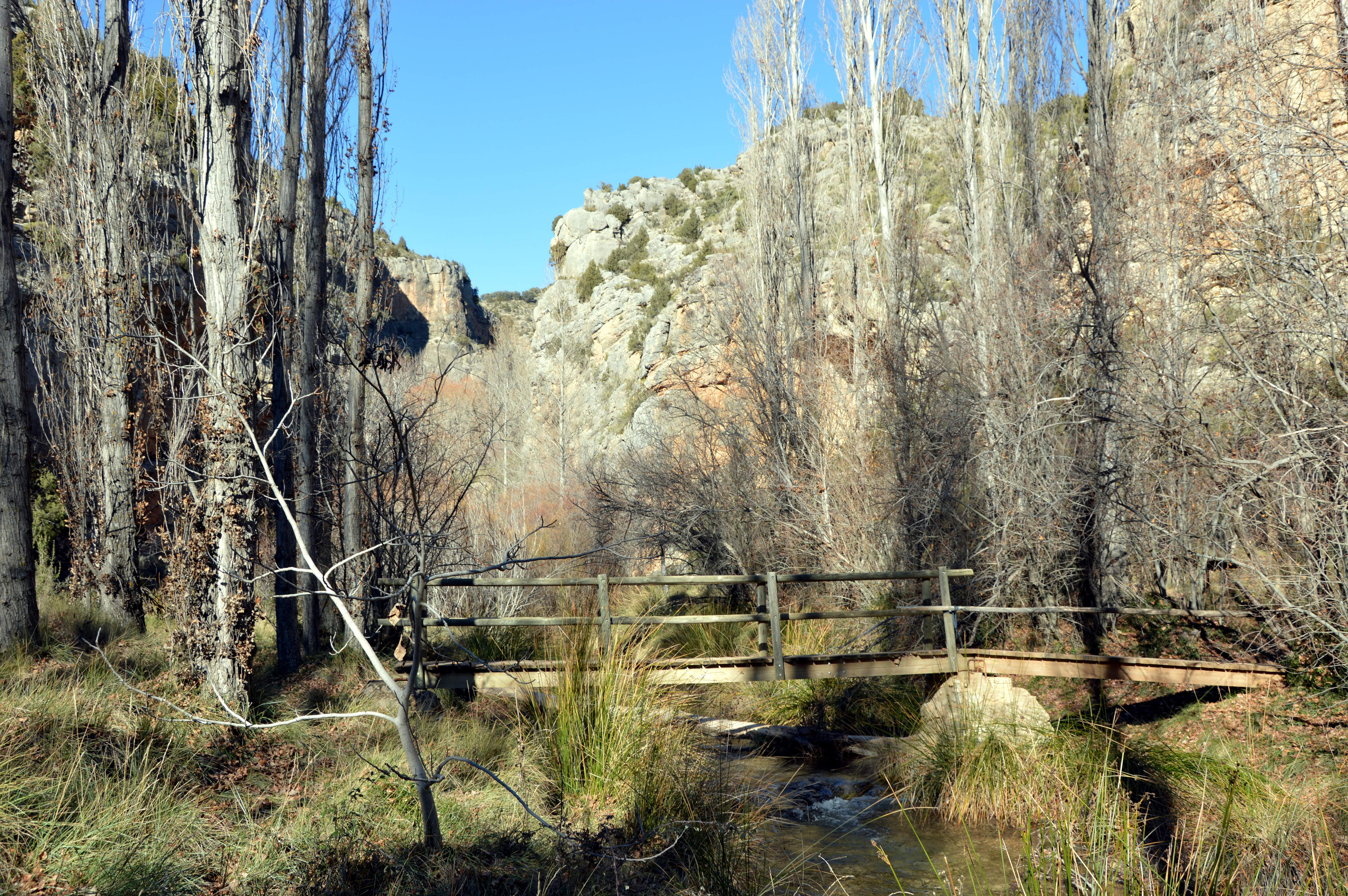
Vista de puente en el «Pozo de la Olla», Ruta de los Estrechos del Ebrón, en El Cuervo (Teruel).

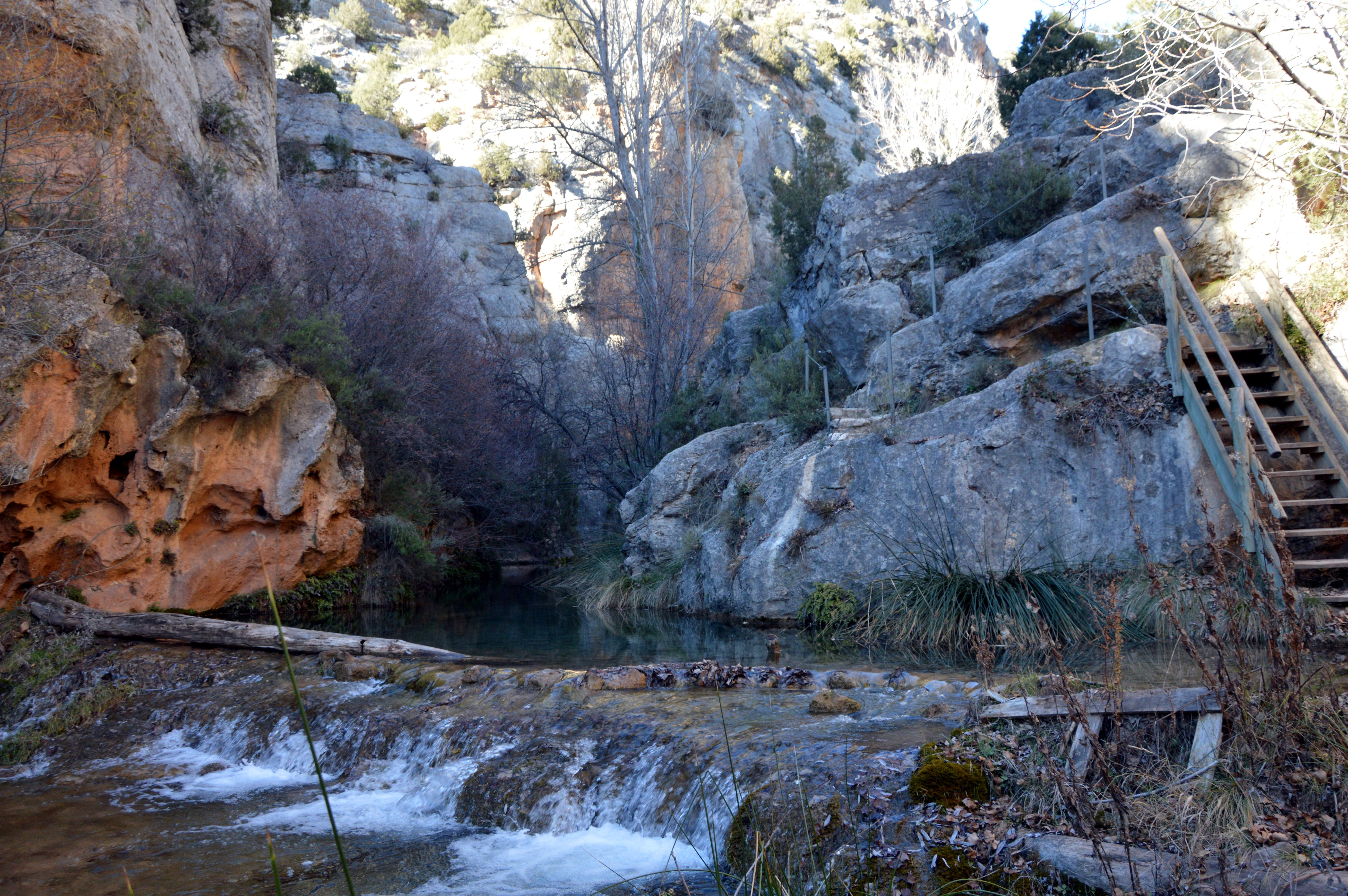
Detalle del azud en el «Pozo de la Olla», Ruta de los Estrechos del Ebrón, en El Cuervo.

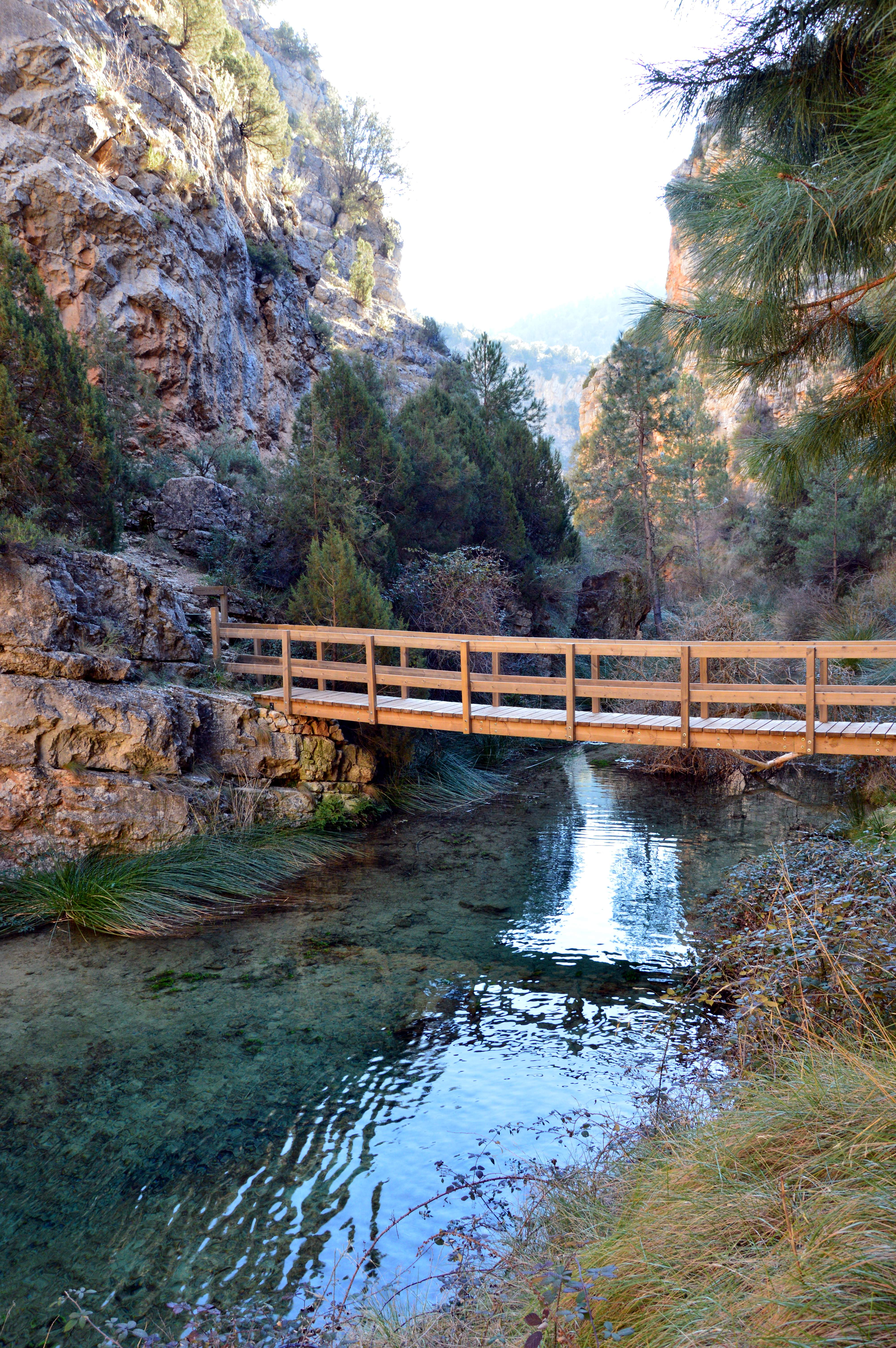
Detalle de puente de madera a la entrada a los «Estrechos del Cañamar», Ruta de los Estrechos del Ebrón, en El Cuervo.

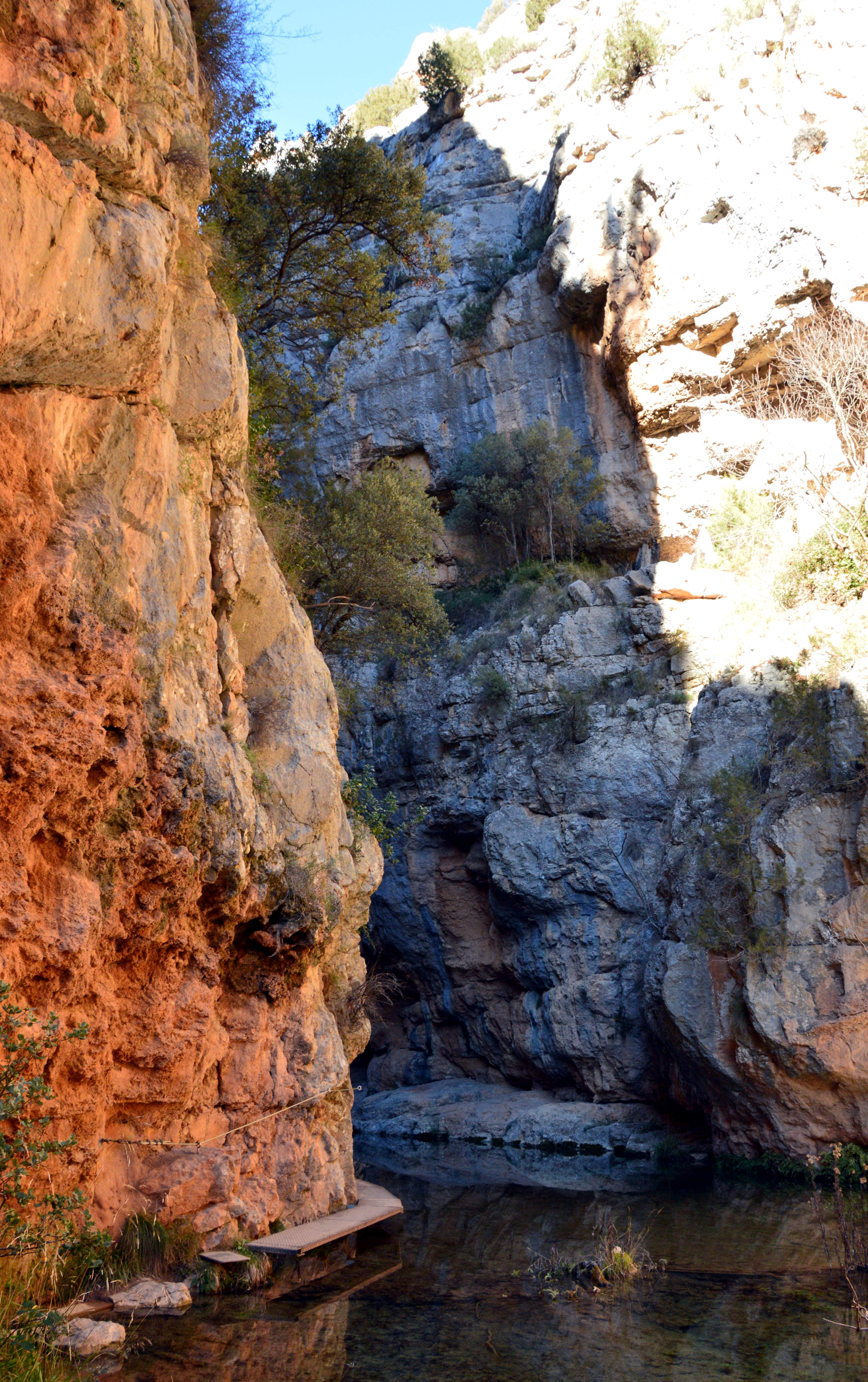
Detalle de la entrada a los «Estrechos del Cañamar», Ruta de los Estrechos del Ebrón, en El Cuervo (Teruel).

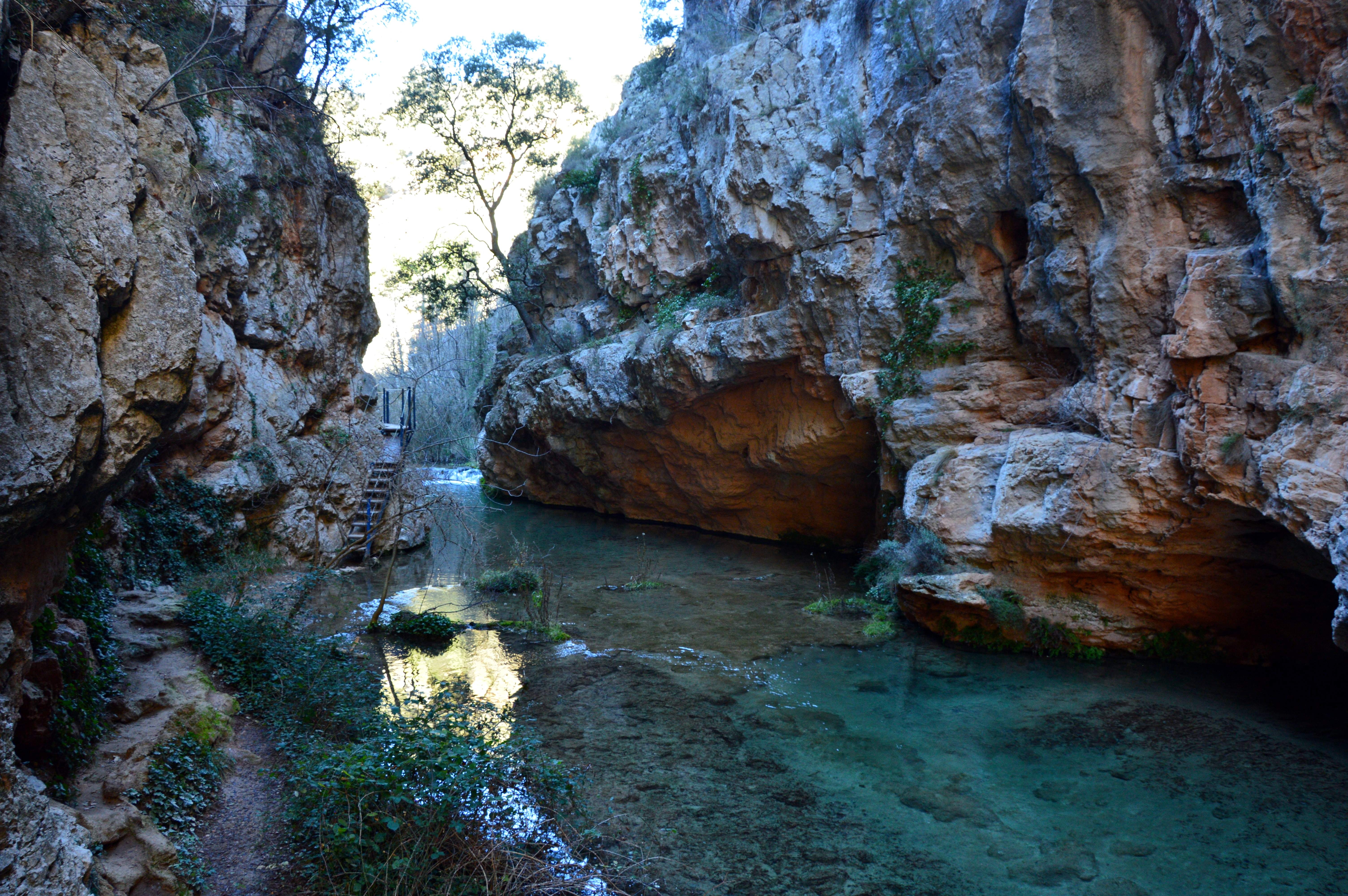
Detalle de los «Estrechos del Cañamar», Ruta de los Estrechos del Ebrón, en El Cuervo.

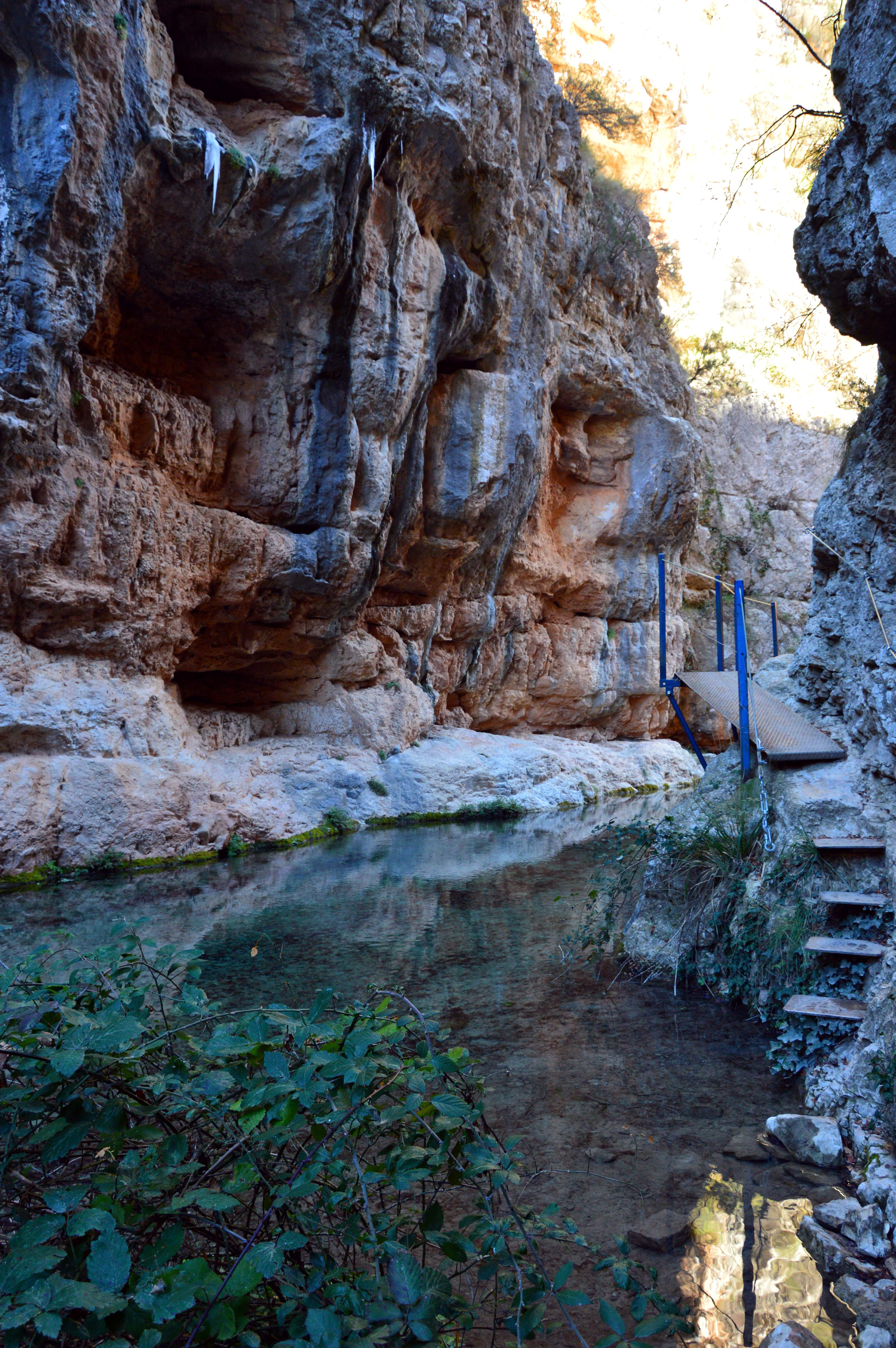
Detalle de los «Estrechos del Cañamar», Ruta de los Estrechos del Ebrón, en El Cuervo.

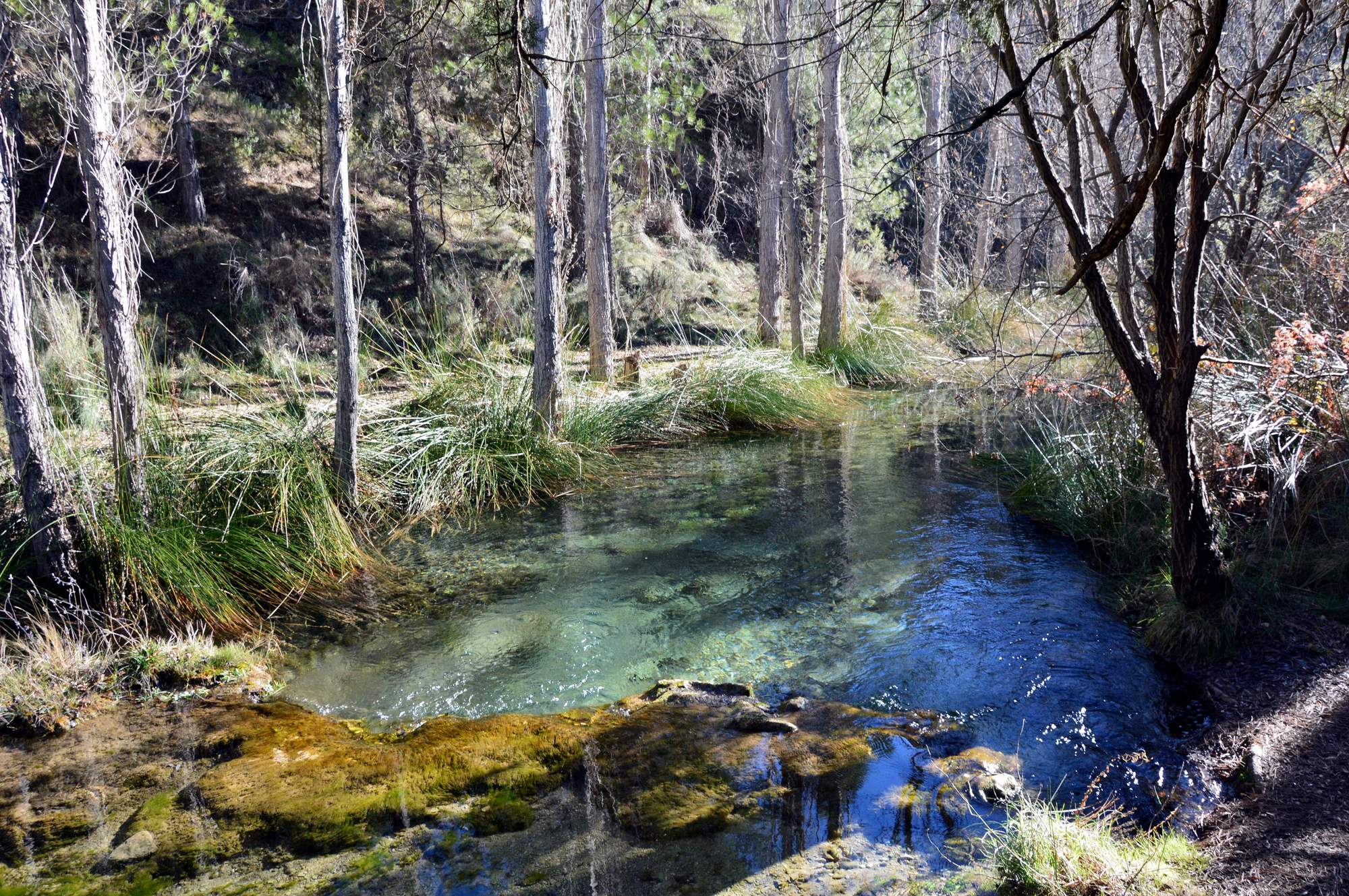
Detalle del río por encima de los Estrechos del Cañamar, Ruta de los Estrechos del Ebrón, en El Cuervo.

## Características
La ruta PR-V 131.3 ha sido calificada de gran interés, su trazado reúne elementos biológicos (fauna y flora), de naturaleza y paisajístico. Puede realizarse en uno o dos tramos, y en dos sentidos, aguas arriba, desde El Cuervo a Tormón o a la inversa, aguas abajo, desde Tormón a El Cuervo.
Gran parte de su recorrido sigue el camino utilizado históricamente por los lugareños de ambos municipios para llevar a cabo su actividad agropecuaria tradicional, incluido el cartero que diariamente llevaba y recogía la correspondencia entre ambos pueblos.

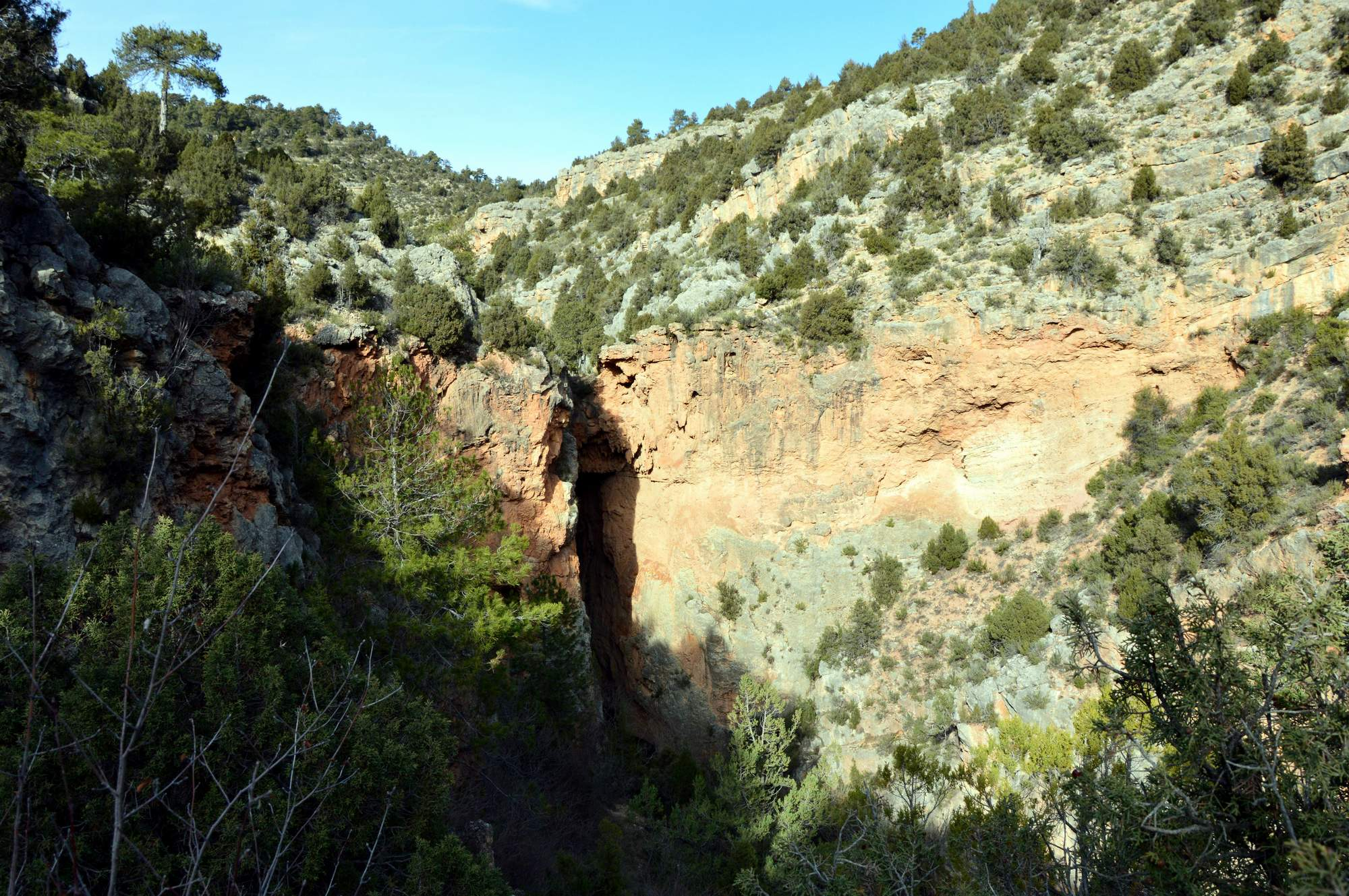
Vista meridional del «Puente de la Fonseca», Ruta de los Estrechos del Ebrón, en Tormón (Teruel).

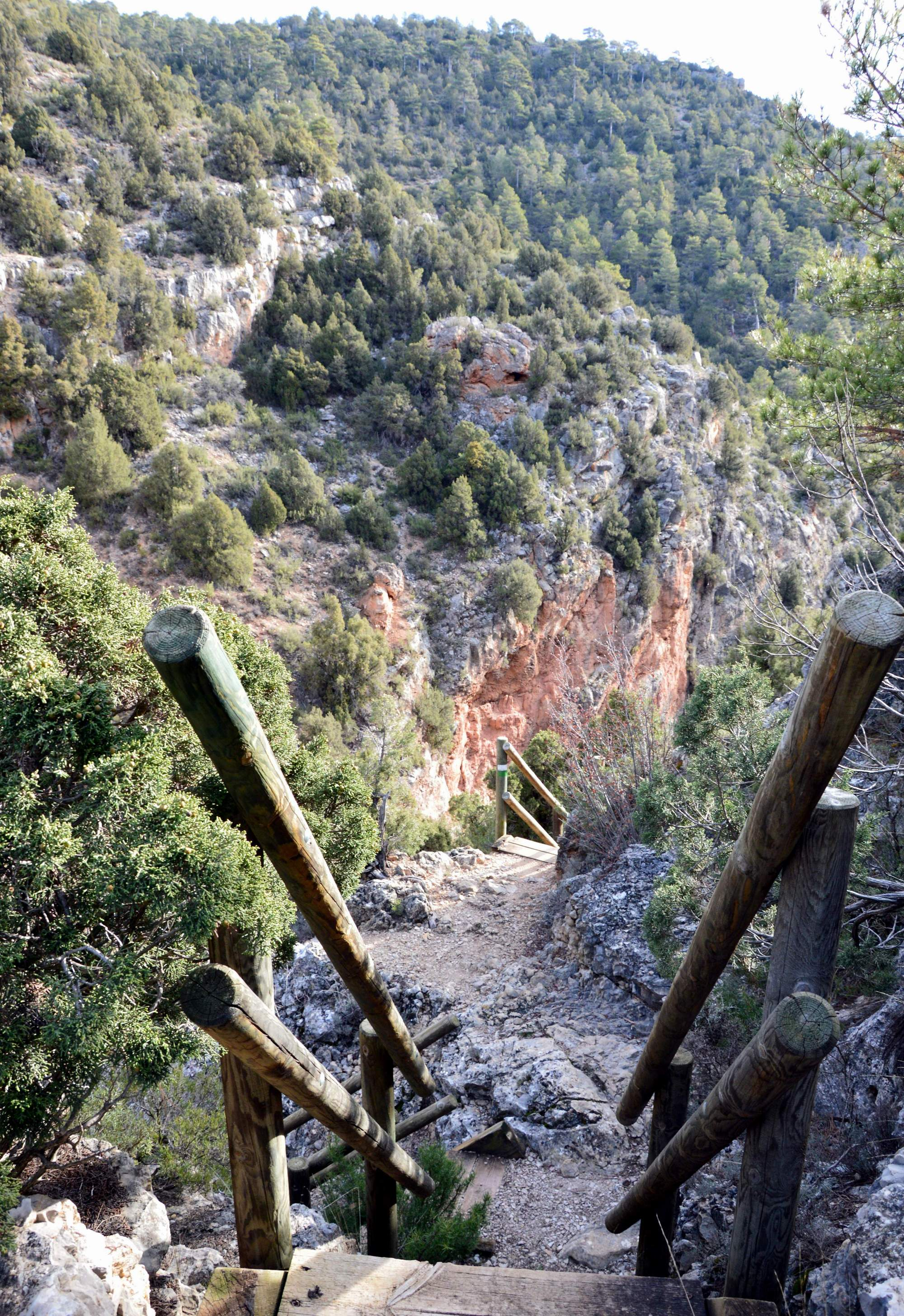
Detalle de escaleras en el «Puente de la Fonseca», Ruta de los Estrechos del Ebrón, en Tormón (Teruel).

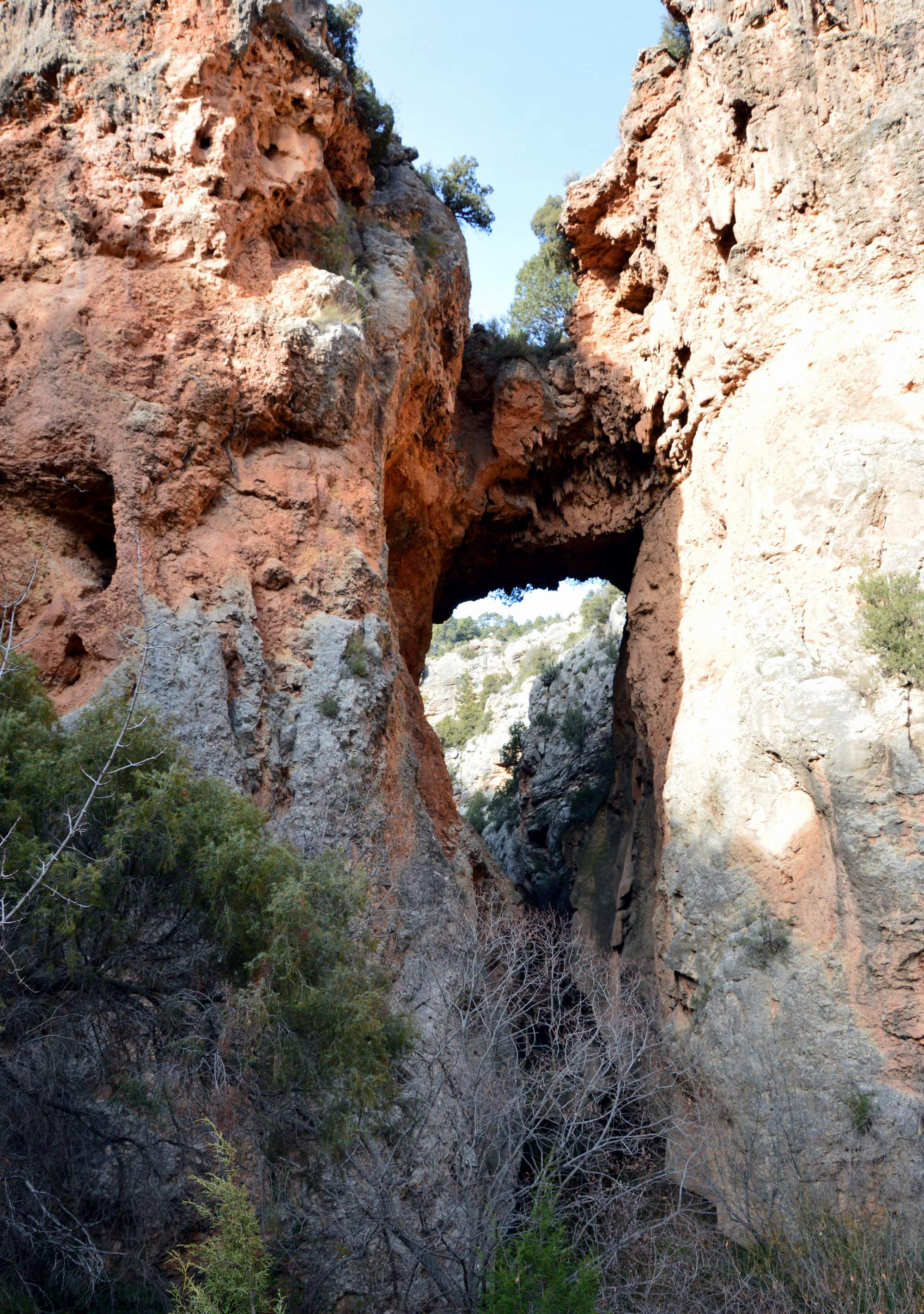
Vista meridional del «Puente de la Fonseca», Ruta de los Estrechos del Ebrón, en Tormón (Teruel).

## Descripción
A efectos descriptivos en la ruta de los Estrechos del Ebrón pueden distinguirse dos tramos, una bajo (fluvial) correspondiente a El Cuervo y otro alto (de montaña), correspondiente a Tormón:

### Tramo bajo: Pozo de la Hoya, Pozo de la Campana, Estrechos del Cañamar
La ruta convencional comienza en El Cuervo, partiendo directamente del merendero «Los Chorros», por un camino asfaltado que circunda el cerro donde se halla la ermita de San Pedro por la parte de abajo, hasta el puente que salva la «rambla de la Palomareja». Poco más adelante el camino se bifurca, el de la izquierda es una pista que corresponde a la TE-V-9101, la cual asciende por la ladera en dirección a Veguillas de la Sierra, Alobras y Tormón -pueblos turolenses unidos por la CV-483 desde la aldea de Arroyo Cerezo, hasta su unión con la citada TE-V-9101: desde este punto la carreterita se denomina VF-TE-13, pasa por Alobras y Tormón y prosigue en dirección a El Campillo (Teruel), por El Rodeno.
Hay que tomar el camino de la derecha, que es el que lleva a los «Estrechos del Ebrón». Sobrepasados los manantiales de «La Poza» y una piscifactoría (hoy abandonada), el camino continúa por la cota baja del monte, para bajar enseguida al nivel del río. Hay que atravesar el cauce por un puente de tablas –vadearlo, si se va en vehículo- y pasar a la margen izquierda, hasta un lugar denominado «Pozo de la Hoya», área de descaso con mesas, bancos y zona de aparcamiento -el trayecto es llano y muy agradable (unos 4 kilómetros de marcha), yendo siempre a la vera del río-: aquí concluye el recorrido con vehículo. Por debajo del «Pozo de la Hoya» hay un azud que conduce el agua de riego por una acequia que discurre por la ribera izquierda.
Desde el «Pozo de la Hoya» puede accederse a un mirador por un camino acondicionado que va ganando altura sobre el cauce: visitado el mirador, cabe regresar al punto de partida. Hay que salvar un farallón rocoso mediante unas escalas de madera para continuar por una escueta senda entre chopos, siguiendo siempre por la ribera izquierda. El camino continúa hasta arribar a un pontón de tablas, hay cruzar a la margen derecha y continuar hasta el «Pozo de la Campana»: de este nombre por un hueco natural de forma acampanada que muestra un cortado a pico sobre la margen izquierda del río. 
Sobrepasado el «Pozo de la Campana» encontraremos otro puente de madera, este con barandas, que de nuevo salva el río para situarnos en el margen izquierdo. El camino discurre en llano, pasa frente a un enorme peñasco que muestra una enorme laja desprendida de la mayor, y salva un repecho frente a una noguera para descender hasta un ensanchamiento de valle. El camino continúa hacia los «Estrechos del Cañamar», pero antes encontraremos un desvío a la izquierda que salva el río mediante otro puente de madera para ascender por la ladera contraria hasta otros miradores, estos a mayor altura que el primero.
Merece la pena ascender a todos los miradores, colaboran en proporcionan una perspectiva elevada de los lugares por donde se pasa. En esta zona aboca por la derecha al Ebrón la «rambla de Alobras», que drena las vertientes surorientales de aquel término. De vuelta al camino principal, enseguida encontraremos los denominados «Estrechos del Cañamar», allí otro puente de madera con barandas cruza el río, para continuar por la margen derecha una cincuentena de metros, hasta unas pasarelas metálicas semicolgantes, sujetas al farallón rocoso de ese lado. El camino continúa unos cientos de metros sobre el agua, lo que permitirá al visitante admirar la grandiosidad del cañón y sus escarpes sobre el cauce.
Salvados los singulares Estrechos del delfiladero -y un tramo de ladera- hay que atravesar de nuevo el río y pasar a la margen izquierda mediante nuevo puente de madera con barandas, para internarse en un somero bosquecillo de pinos, sabinas, enebros y monte bajo. Las sabinas son árboles muy resistentes, unos «veteranos de la resistencia» perfectamente adaptados a la zona:

«En Aragón crecen tres distintas especies de sabinas. Una de ellas, la sabina albar (Juniperus thurifera), a la que pertenece este ejemplar, puede distinguirse por sus frutos que, de ser inicialmente de color verde, van adquiriendo posteriormente un peculiar tono azulado oscuro. Además es la única que puede presentar un porte arbóreo, llegando a alcanzar incluso los 12 metros de altura./ Con el resto de las sabinas comparte el color ceniciento de su corteza, el aspecto escamado de sus hojas perennes, que recuerdan bastante a las del ciprés, su color verde-azulado y característico tacto áspero».
Desde el Rincón de Ademuz, Alfredo Sánchez Garzón

El camino pasa a los pies de un enorme peñasco de forma piramidal, para descender de nuevo a nivel del río mediante unos escalones metálicos aferrados a la ladera izquierda: la bajada debe hacerse con cuidado, sin soltar el cable de acero que aparece sobre las pasaderas. Desde este punto el camino continúa en llano y paralelo al río, bordeado por una larga hilera de chopos, hasta un puente metálico con piso de rejilla pintado de verde. Como los demás puentes, este está amarrado por uno de sus extremos a una secular sabina que crece en la otra orilla, para evitar lo arrastren las aguas en alguna avenida.

### Tramo alto: Puente de la Fonseca y Cascada de Calicanto
Ya en la margen derecha, el camino se aleja del río y continúa un largo trecho en ascenso por la ladera del monte, elevándose hasta un puntal rocoso desde el que puede contemplarse una amplia perspectiva, percibiéndose el encajonamiento del cauce del Ebrón. El camino prosigue su trazado bordeando la cota alta media de un cerro. Unas señales situadas poco más adelante del puntal indicarán al caminante que se halla en la buena dirección, a la vez que invitan a continuar –por la izquierda- a visitar otro mirador, este a mayor altura que los dos anteriores. De vuelta del mirador el camino prosigue en dirección septentrional: bordeando un gran risco con cornisa de gran potencia el caminante se hallará en la vertiente donde está el «Puente de la Fonseca», el camino desciende en este punto, frente a una cueva natural mediante una fuerte rampa escalonada con atoques de madera.
Siguiendo por el sendero podrá observarse a la mano derecha una pequeña señal de madera con forma de flecha indicando un desvío del sendero que baja bruscamente por la ladera hasta la base del puente natural. La perspectiva del viaducto desde el cauce es impresionante, dada su magnitud y altura. El visitante estará viendo el puente natural por su cara meridional, de aguas abajo del río, de abajo arriba. Para verlo en su cara septentrional, hay que ascender al sendero principal, bajar por unas escaleras de madera con pasamanos y cruzar el puente para seguir el sendero hasta unos farallones calizos con grandes geodas, situados en posición norte, desde donde puede observarse otra magnífica panorámica del entorno, ahora de arriba abajo, aguas arriba del Ebrón. Esta nueva perspectiva permite hacerse idea cabal del encajonamiento de río y la profundidad de su cauce.
Hay que regresar de nuevo al puente, cruzarlo y subir por otras escaleras de madera que hay frente a las anteriores, para continuar la ascensión por la ladera del monte. El trayecto posee trechos muy empinados, algunos tramos se hallan escalonados con atoques, en otros sirven de escalones las mismas raíces de los árboles. Durante el trayecto podrán verse magníficos ejemplares de pinos laricios (Pinus nigra), seculares sabinas (Juniperus thurifera) y enebros comunes (Juniperus communis) de punzantes acículas. Observando con atención podrá observarse un enorme pino a la mano izquierda, cuya singularidad estriba en los tres brazos que posee, lo que invita a denominarlo «Pino Tridente», por lo que bien podría emparentarse con el «Pino Ramudo» de Alobras o el «Pino Vicente» de Puebla de San Miguel, populares árboles monumentales de la zona. Algunas de las añosas sabinas que hay por el camino poseen también extrañas formas con troncos y ramas retorcidos, diciendo de su azarosa lucha vital en competencia con el pino y otras especies por la luz del sol y el mejor suelo.
El largo trecho de subida desde el «Puente de la Fonseca» concluye en una somera placeta que surge a la mano izquierda. Hay en este punto varias señales verticales indicando la dirección. El camino continúa al frente, que es el norte, donde se halla la «Cascada de Calicanto» y las ruinas del viejo molino harinero, ya en las inmediaciones de Tormón. Antes de continuar, sin embargo, sería imperdonable para el caminante no acercarse hasta el mirador que hay en las inmediaciones, para lo cual hay que continuar un centenar de metros por la izquierda, siguiendo siempre las flechas. El mirador –protegido por baranda de madera y con dos bancos de respaldo- constituye la guinda del trayecto en lo que a panorámicas se refiere, pues desde este punto puede admirarse una de las mejores perspectivas de la ruta, ya que es el más elevado de los tres anteriormente nombrados. Desde esta atalaya pueden distinguirse grandes manchas arbóreas de pinos laricios autóctonos y sabinas albares en curso de recuperación tras la sobrexplotación humana a la que fue sometido el bosque, y el curso zigzagueante del río, encajonado entre montes, y el «Puente de la Fonseca», visto en su perspectiva septentrional. Un panel informativo existente en Mirador explica así la formación de los Estrechos del Ebrón y el Puente de la Fonseca:

«En una etapa de su dilatada historia geológica, el río Ebrón discurría lentamente por esta zona, debido a los frecuentes represamientos que se producían en su lecho, y que motivó que el sedimento carbonatado disuelto que transportaban sus aguas se fuera depositando sobre la vegetación que crecía en sus orillas, y que colonizaba las áreas encharcadas, solidificándose y petrificándose posteriormente. De esta manera y con el paso del tiempo se fueron formando grandes acumulaciones de estas nuevas rocas de origen orgánico y vegetal conocidas como tobas y travertinos, llegando a constituir espesores de decenas de metros como observamos en la planeta abancalada inferior. Sin embargo, y debido a probables cambios bruscos en el caudal del río, éste comenzó a encajarse en sus propios depósitos travertínicos, incluso pasando bajo los mismos, quedándose colgados algunos de ellos, dando lugar a los puentes naturales y abriendo profundos y escarpados tajos en la roca, como los que vemos en los parajes de los estrechos».
Desde el Rincón de Ademuz, Alfredo Sánchez Garzón

De vuelta a la placeta, el sendero se convierte en un camino de tierra, amplio y bien cuidado. Siguiendo esta vía enseguida comenzaremos a ver el caserío de Tormón, que aparece en posición septentrional, rodeado de altas montañas, por detrás de un cerrito alomando en cuya cumbre se halla la «ermita de San Cristóbal». El camino hace una brusca revuelta con bajada hasta un cruce del camino donde hay varias señales verticales. Para visitar la «Cascada de Calicanto» hay que seguir por la derecha hasta el río. Arribados al cauce debe seguirse aguas arriba por la margen derecha hasta las ruinas de un antiguo molino maquilero, desde el que comienza a verse la cascada, aunque su sonido se percibe de lejos. 
Se trata de un lugar con gran encanto, el agua discurre mansa y límpida entre chopos, álamos blancos y sargas. La cascada se halla al fondo, al pie de un enorme farallón rocoso con forma de esfinge. La caída puede tener sobre veinte o veinticinco metros, es muy amplia y cubierta de musgo: su magnificencia depende de la estación y del caudal que porte el río.
Vista la «Cascada de Calicanto» cabe regresar al último cruce de caminos descrito y subir hasta la carretera que viene de Alobras para ir hasta Tormón, población situada un par de kilómetros más adelante. Tormón es una localidad turolense cuyo topónimo ya se cita en las crónicas bajo medievales, posee un castillejo o torreón arruinado (tormón), una iglesia parroquial (Natividad de Nuestra Señora), una ermita (San Cristóbal), un albergue, vivienda de turismo rural, bar y restaurante. Hay también varios abrigos con pinturas rupestres en su término, emplazadas en pleno monte del Rodeno, circunstancias que permite calificar al pueblo de pintoresco.

## Avifauna y flora
La gran belleza paisajística de la ruta de los Estrechos del Ebrón se completa con la naturalística, dada la biodiversidad en avifauna y flora de la zona, todo ello gracias a la vida que para animales y plantas supone el río Ebrón.
Aunque no sean fáciles de ver, abundan los jilgueros (Carduelis barbata), las lavanderas cardueñas (Motacilla cinerea), los mochuelos (Athene noctua), etc. Más fáciles de ver son los córvidos, cuervos grandes (Corvus corax) y urrucas comunes (Pica pica). Los más frecuentes, sin embargo, son los artrópodos: insectos arácnidos, crustáceos, miriápodos, etc., singularmente en verano.
En cuanto a la botánica, destacan los juncales, los chopos lombardos, los álamos, las sargas y otras variedades propias de las riberas, incluso el matorral termófilo en las franjas más alejadas y frescas.
En las zonas de la ruta propiamente de montaña predomina el pino laricio (Pinus nigra), las sabinas albares (Juniperus thurifera), los enebros (Juniperus communis), las encinas (Quercus ilex) y variedad de arbustos y matorrales, romeros (Salvia rosmarinus), rosales silvestres (Rosa canina), aliagas (Genista scorpius), etc.

## Otros datos de la ruta
- Distancia total del recorrido (ida y vuelta): 19 km.
- Tiempo: 4-5 horas.
- Desnivel: 475 m. subida; 322 m. bajada.
- Dificultad: Media baja.
- Tipo: Señalizado, homologado para senderismo.
- Precaución: Peligro de avenidas en época de lluvias.
- Recomendado: Adultos y caminando; no recomendado para niños ni para su tránsito en bicicleta.
- Tipo de recorrido: Travesía, todo el año.
- Cartografía: 589-IV, 612-II, 589-III del IGN: 1:25.000.

## Comentario
La ruta de los Estrechos del Ebrón supone un trayecto de gran interés geológico, naturalístico y medioambiental de dificultad media. Su longitud –unos veinte kilómetros, ida y vuelta- aconseja sin embargo hacerla en dos tramos, ello permitirá disfrutar doblemente al caminante-visitante –de lo contrario puede resultar algo cansado para las personas poco avezadas en este tipo de marchas-:
- En un primer tramo (fluvial) pueden hacerse los Estrechos del Ebrón (aguas arriba), desde El Cuervo hasta el puente metálico con piso de rejilla pintado de verde que cruza el río para ascender por la montaña y alejarse del río. Este tramo primero incluye un singular trayecto relativamente llano hasta el «Pozo de la Olla», el «Pozo de la Campana» y los «Estrechos del Cañamar» –teniendo el río siempre a la vista-, visitando al paso varios estupendos miradores. Según la estación, es posible, incluso recomendable, bañarse.

- En un segundo tramo (de montaña) pueden hacerse la «Cascada de Calicanto» y el «Puente de la Fonseca» (aguas abajo), desde Tormón hasta el citado puente metálico pintado de verde que cruza el río en dirección a los Estrechos del Ebrón. Este tramo supone la vista a otros miradores, la bajada hasta el cauce para ver el puente natural desde una perspectiva meridional y otra septentrional, de alto en bajo, y la espectacular panorámica desde el «Mirador de los Estrechos», situado en el punto más elevado del trayecto, desde donde puede contemplarse en su conjunto el cañón del Ebrón a su paso por el término de Tormón.

## Galería

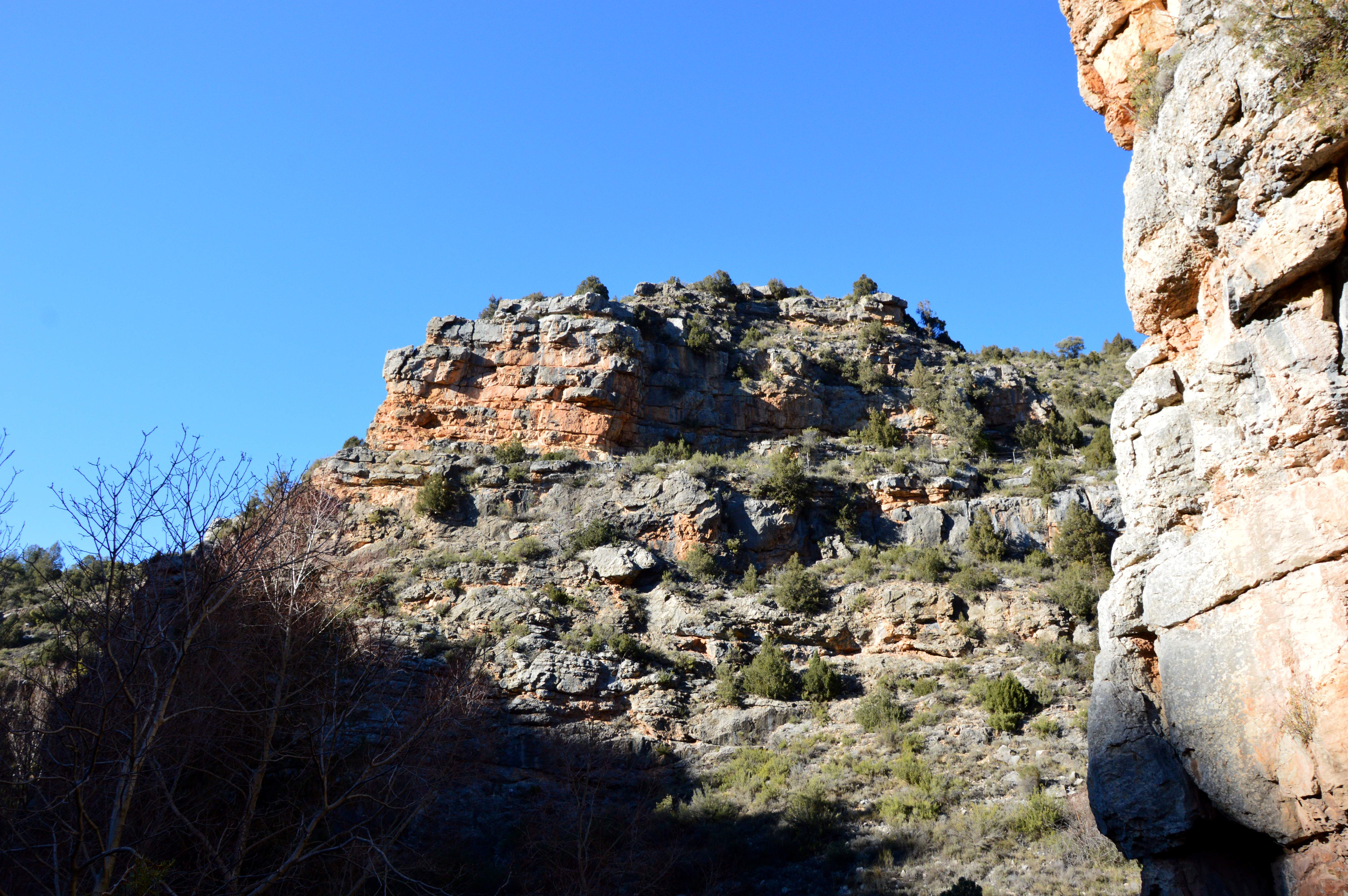
Detalle de mirador por debajo de los Estrechos del Cañamar, Ruta de los Estrechos del Ebrón, en El Cuervo (Teruel).
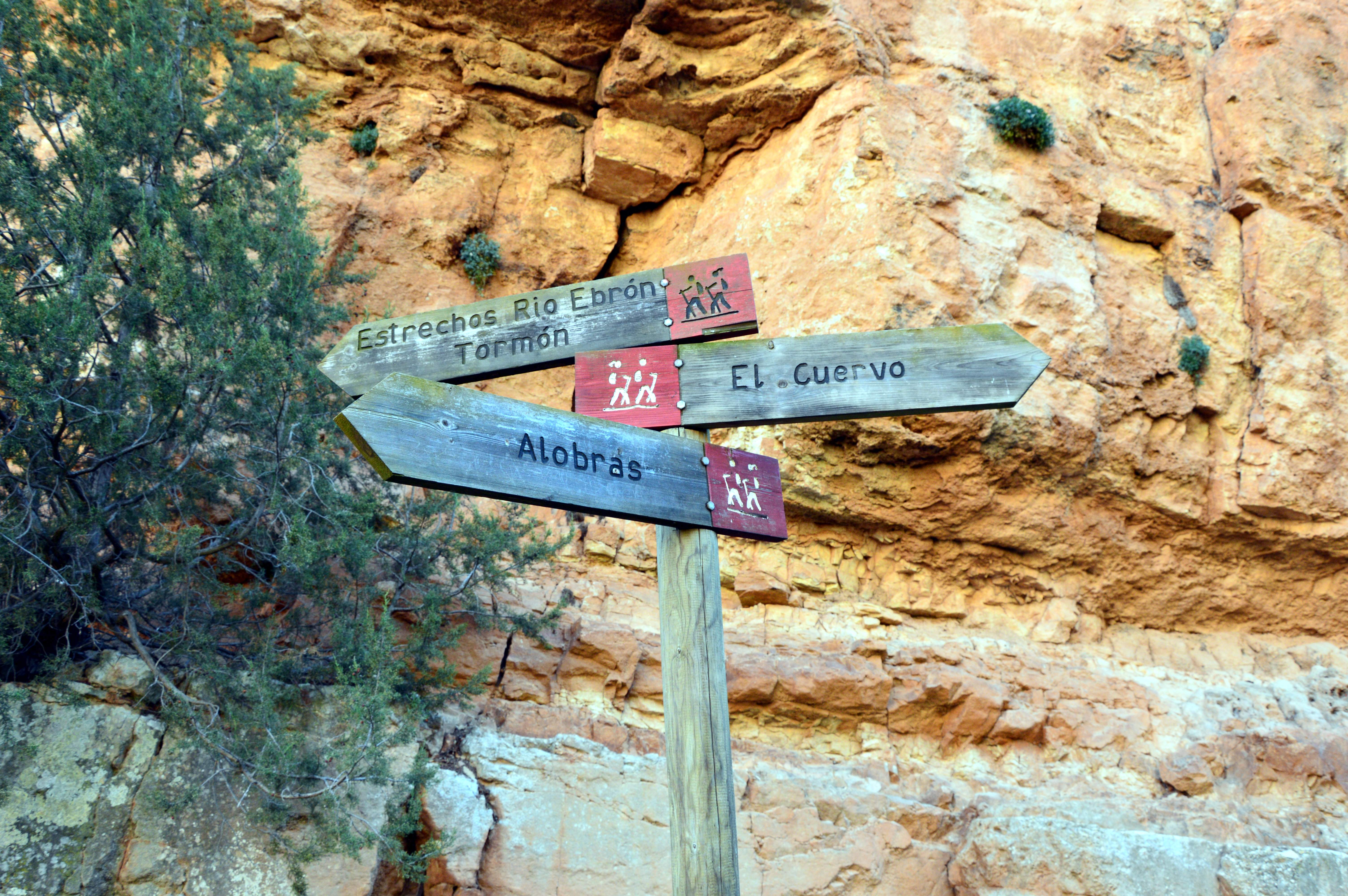
Detalle de señalización vertical por debajo de los Estrechos del Cañamar, Ruta de los Estrechos del Ebrón, en El Cuervo (Teruel).
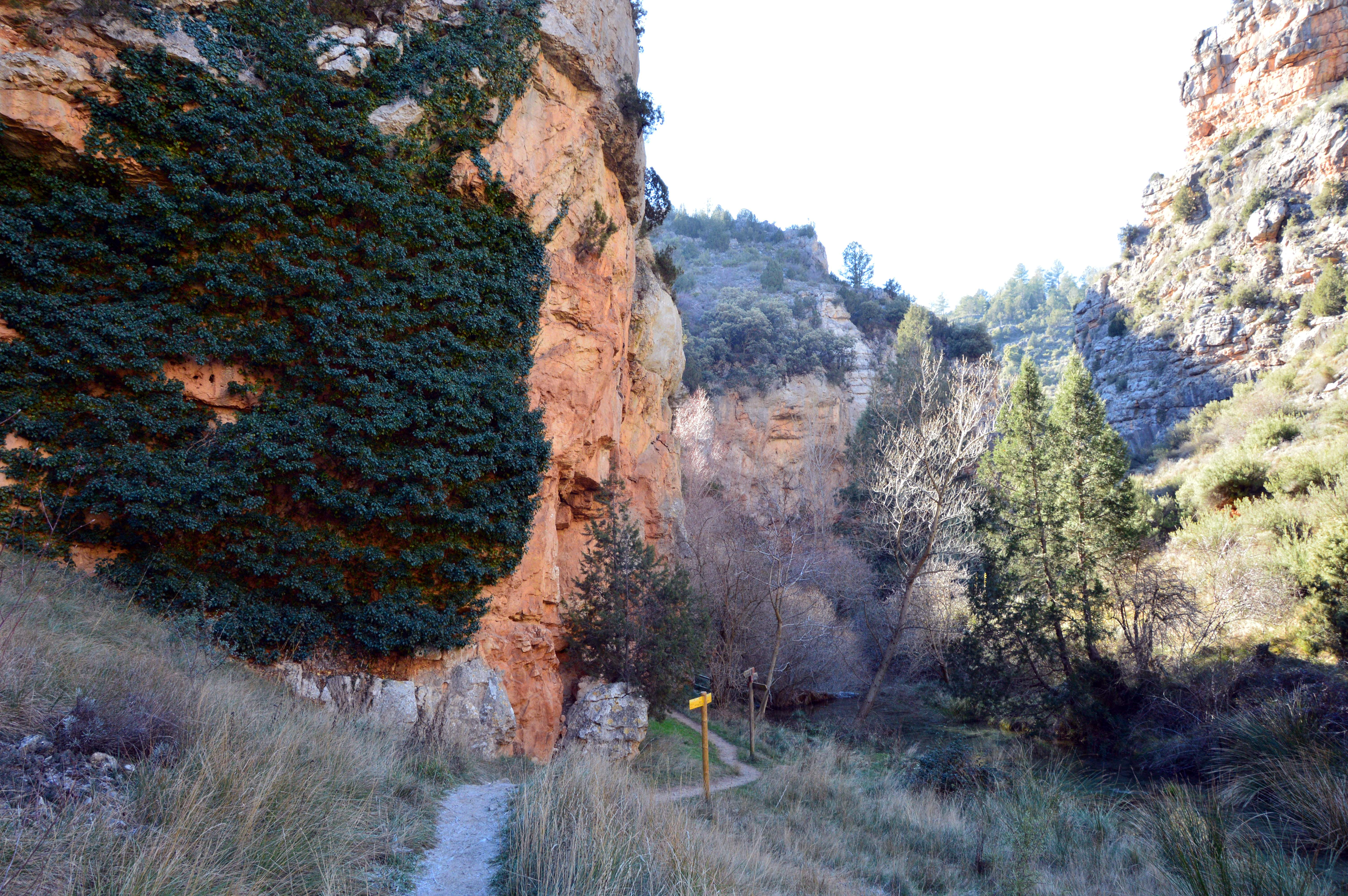
Detalle de planta trepadora por debajo de los Estrechos del Cañamar, Ruta de los Estrechos del Ebrón, en El Cuervo (Teruel).
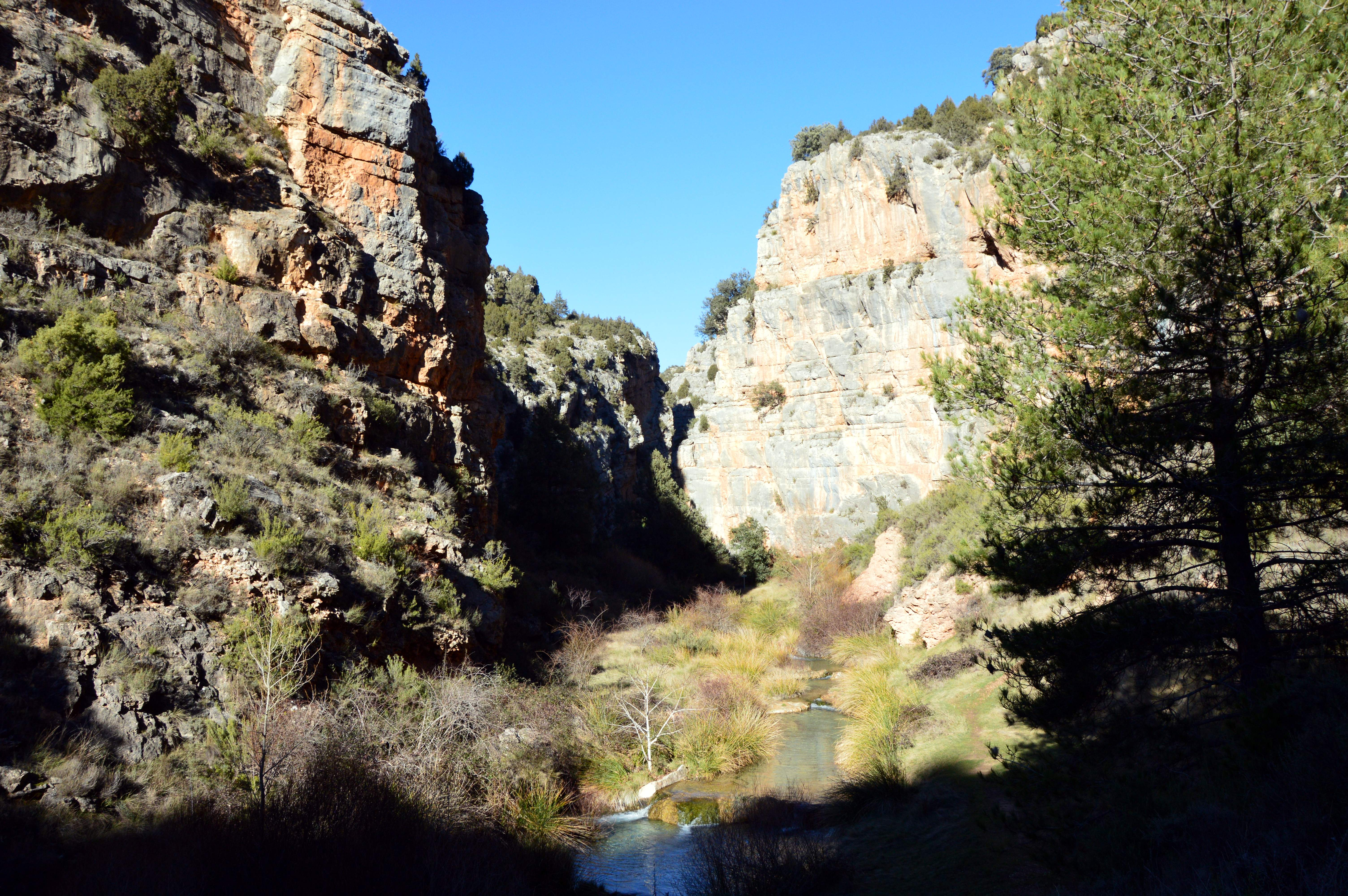
Vista general de la entrada a los Estrechos del Cañamar, Ruta de los Estrechos del Ebrón, en El Cuervo (Teruel).
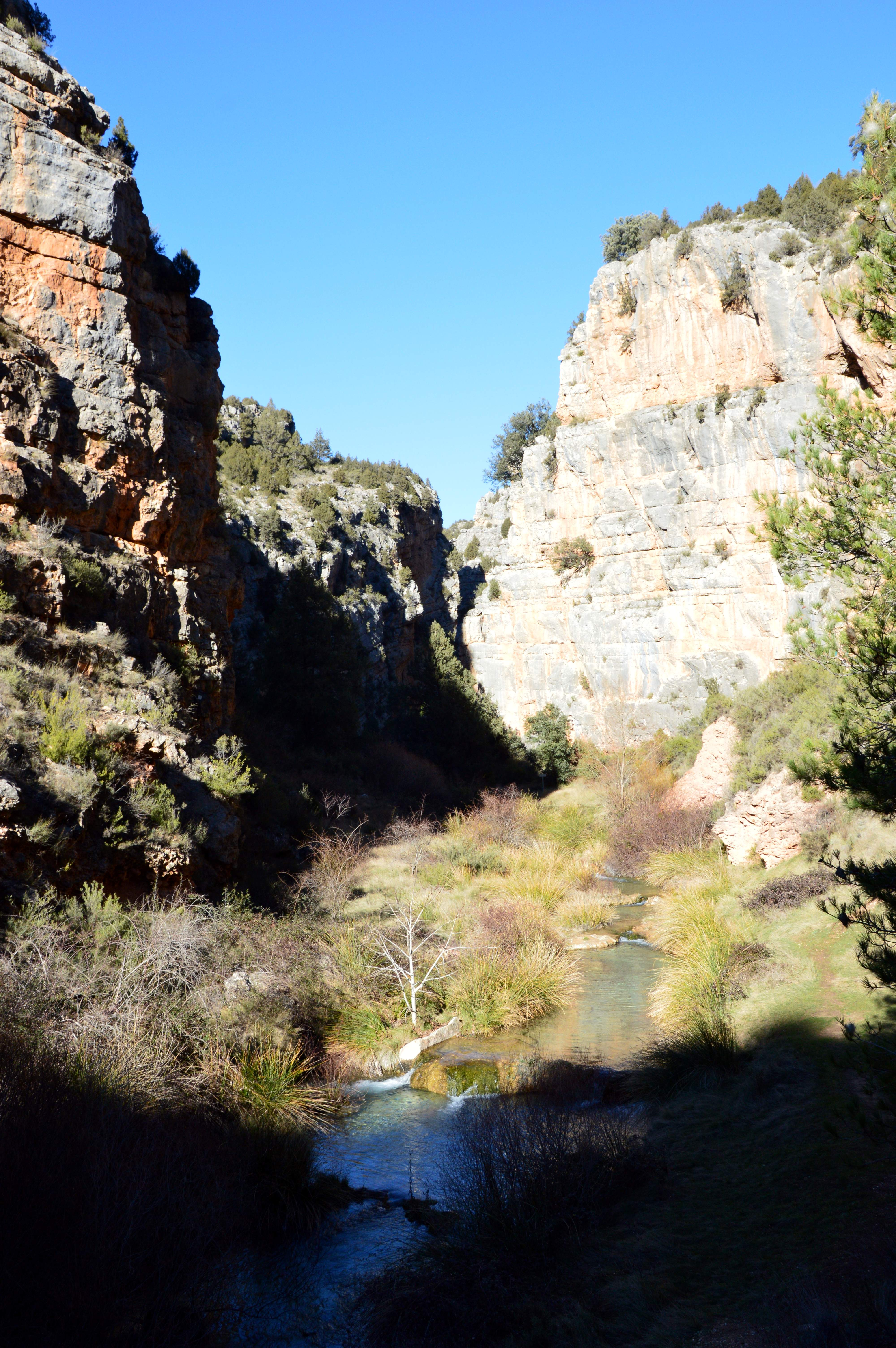
Vista general de la entrada a los Estrechos del Cañamar, Ruta de los Estrechos del Ebrón, en El Cuervo (Teruel).
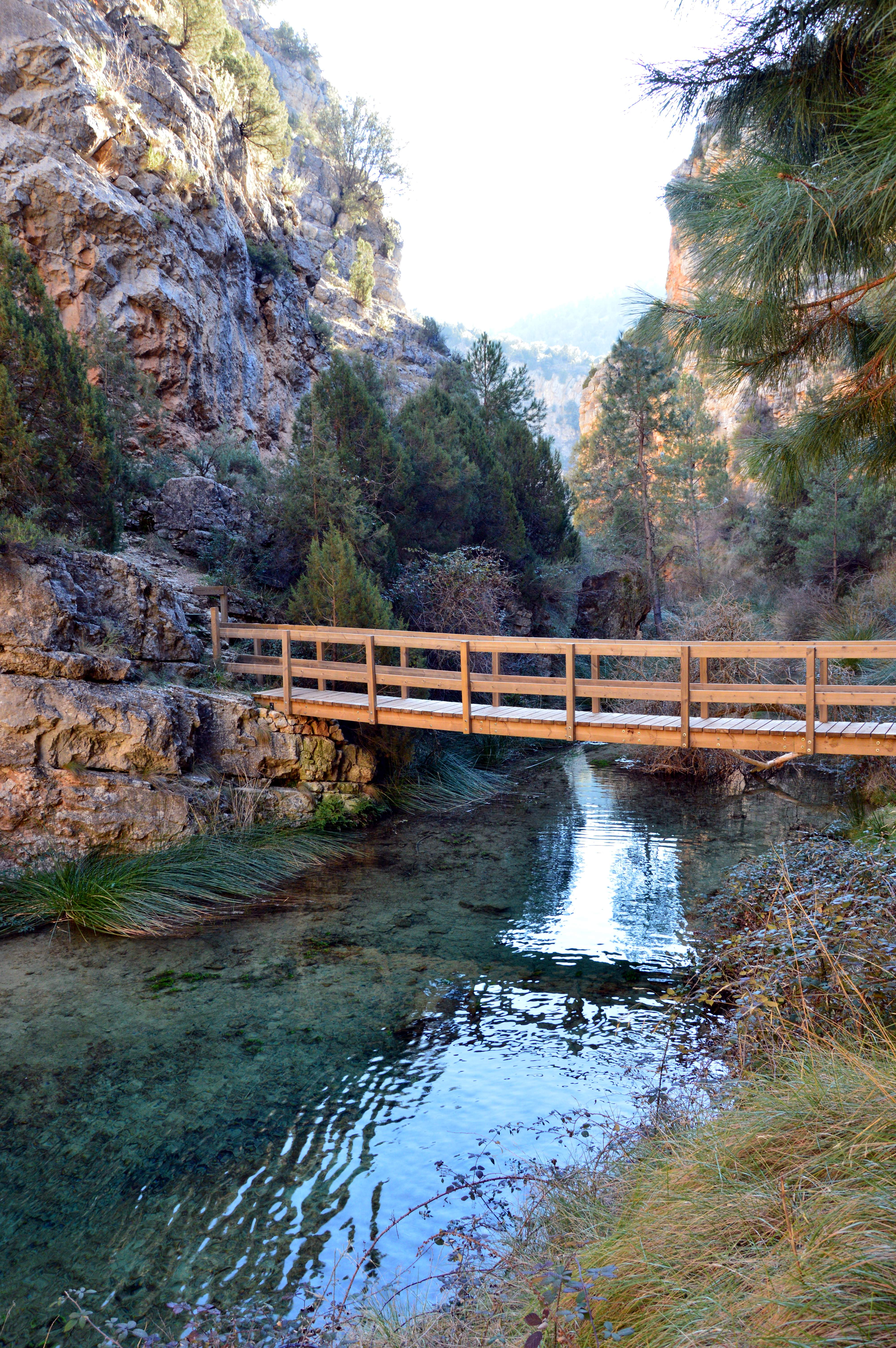
Detalle de puente de madera a la entrada a los Estrechos del Cañamar, Ruta de los Estrechos del Ebrón, en Tormón (Teruel).
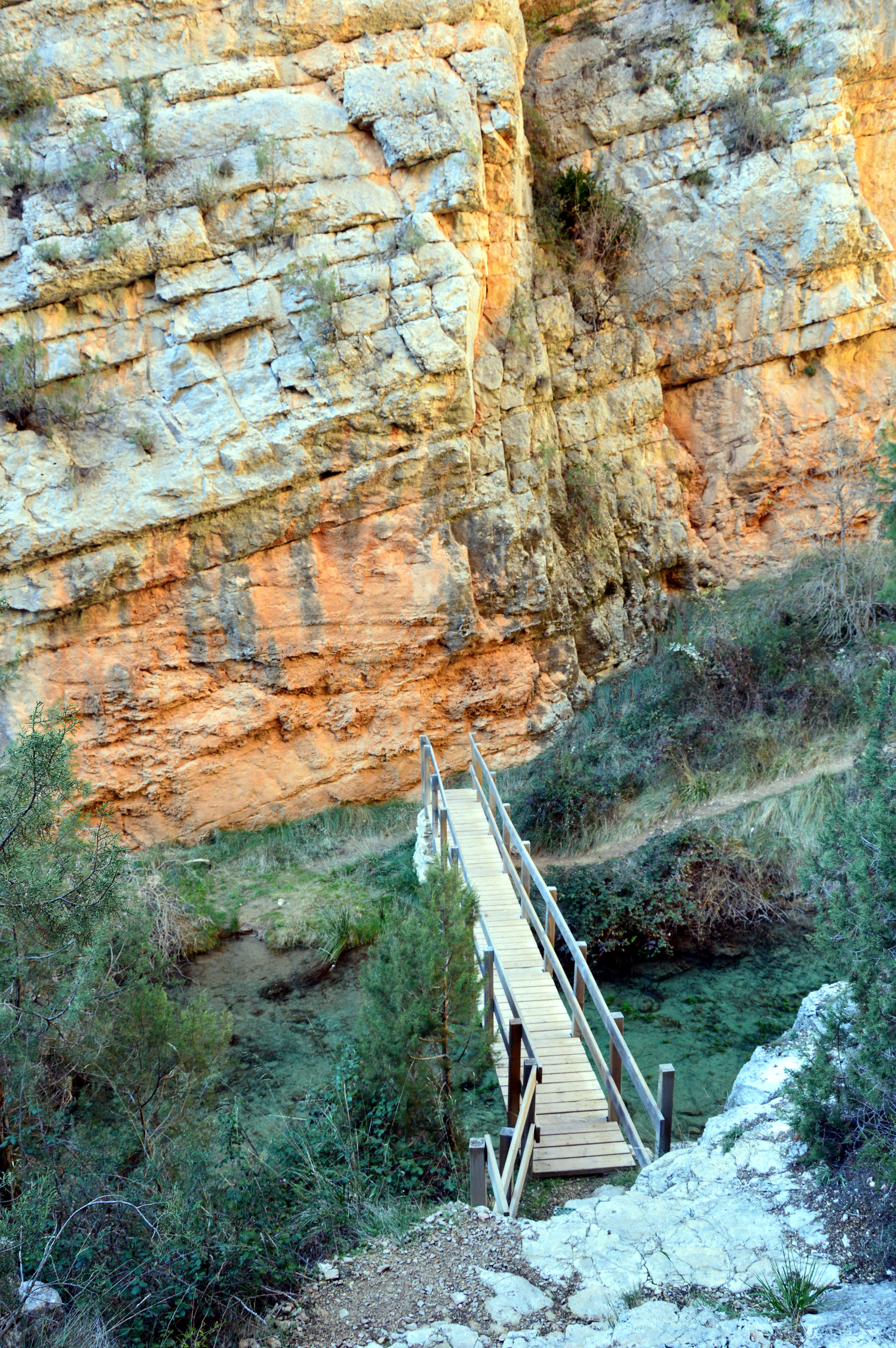
Detalle de puente a la entrada de los Estrechos del Cañamar, Ruta de los Estrechos del Ebrón, en Tormón (Teruel).
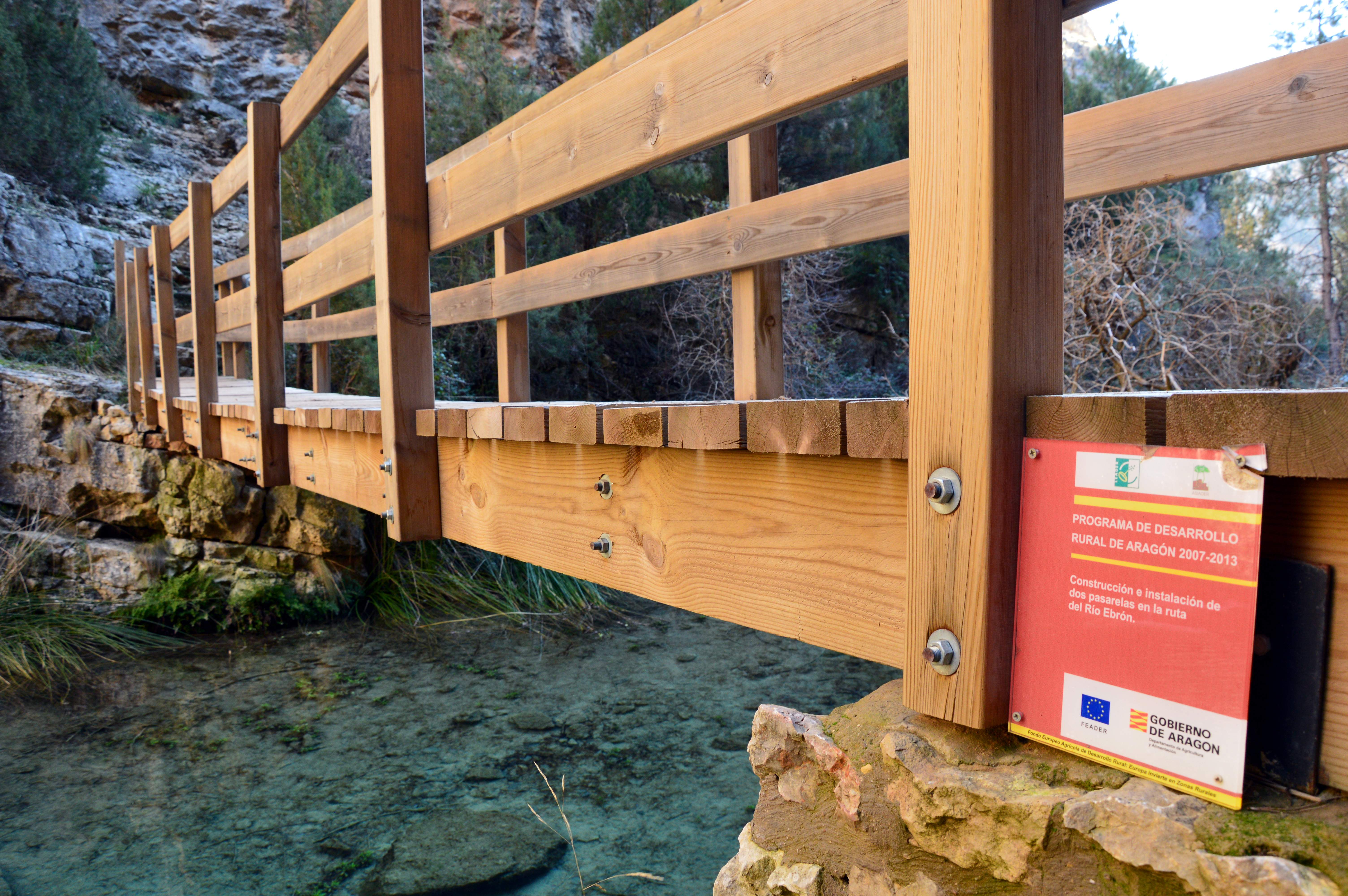
Detalle de puente a la entrada de los Estrechos del Cañamar, Ruta de los Estrechos del Ebrón, en Tormón (Teruel).
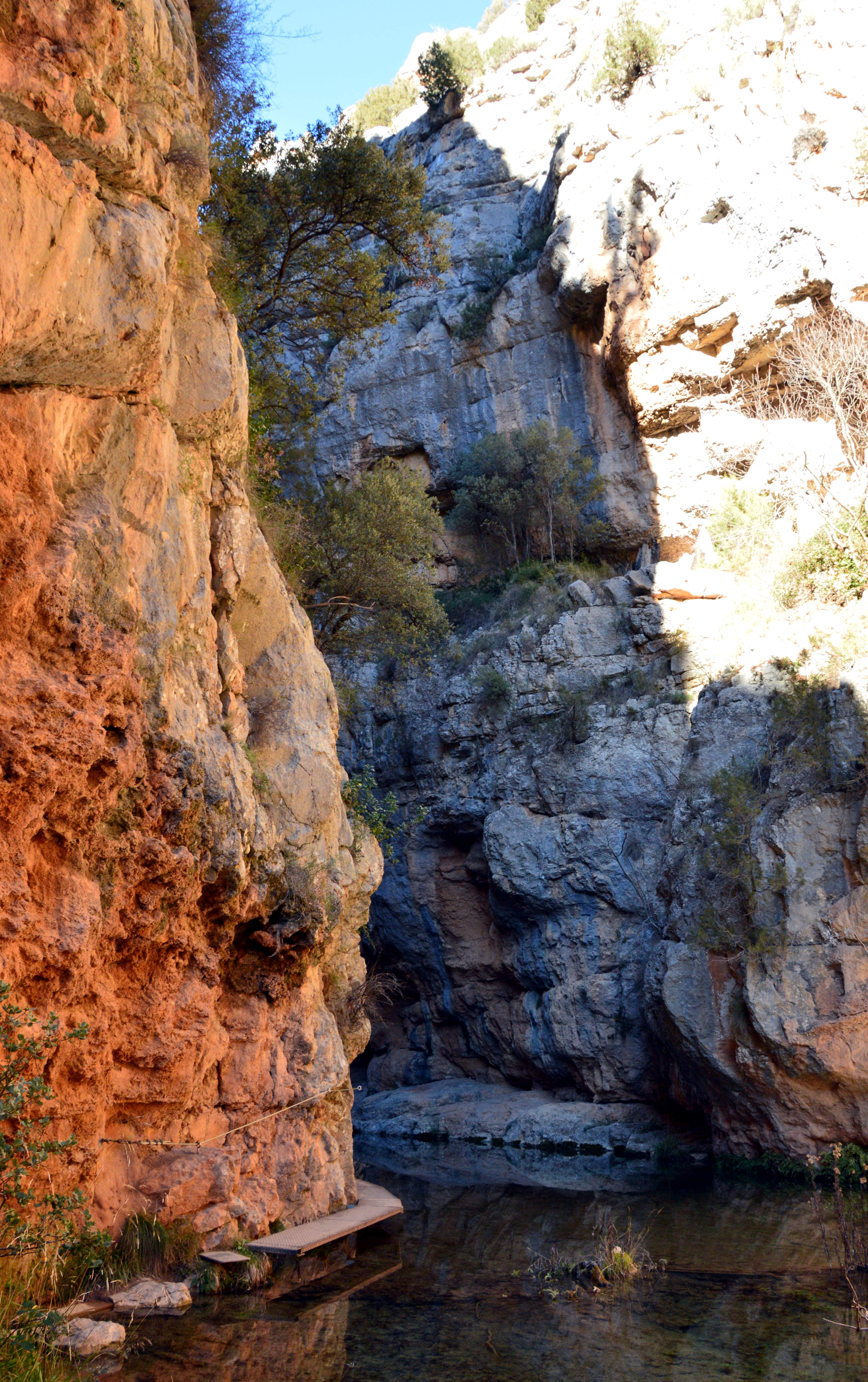
Detalle de la entrada a los Estrechos del Cañamar, Ruta de los Estrechos del Ebrón, en Tormón (Teruel).
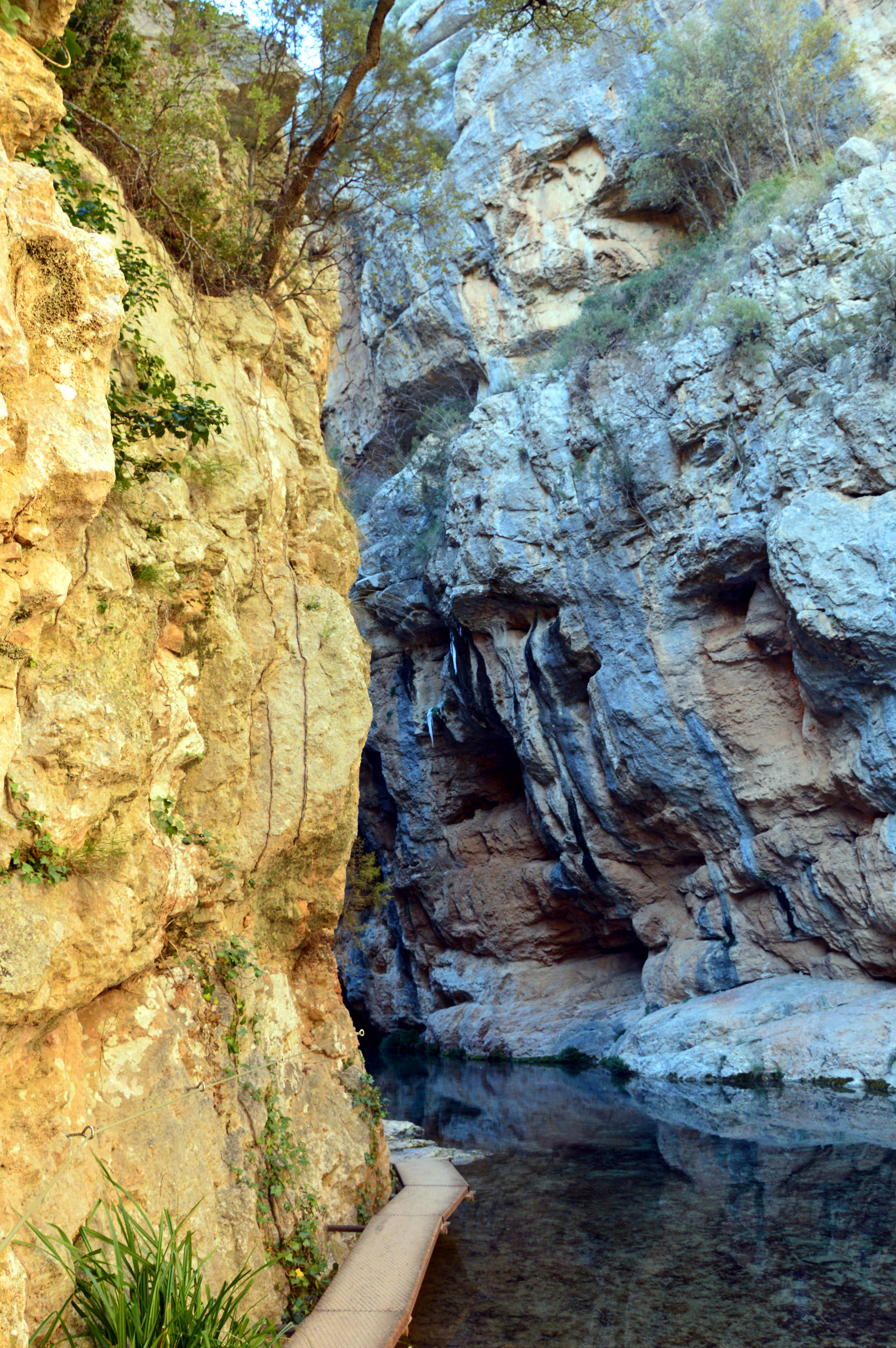
Detalle de la entrada a los Estrechos del Cañamar, Ruta de los Estrechos del Ebrón, en Tormón (Teruel).
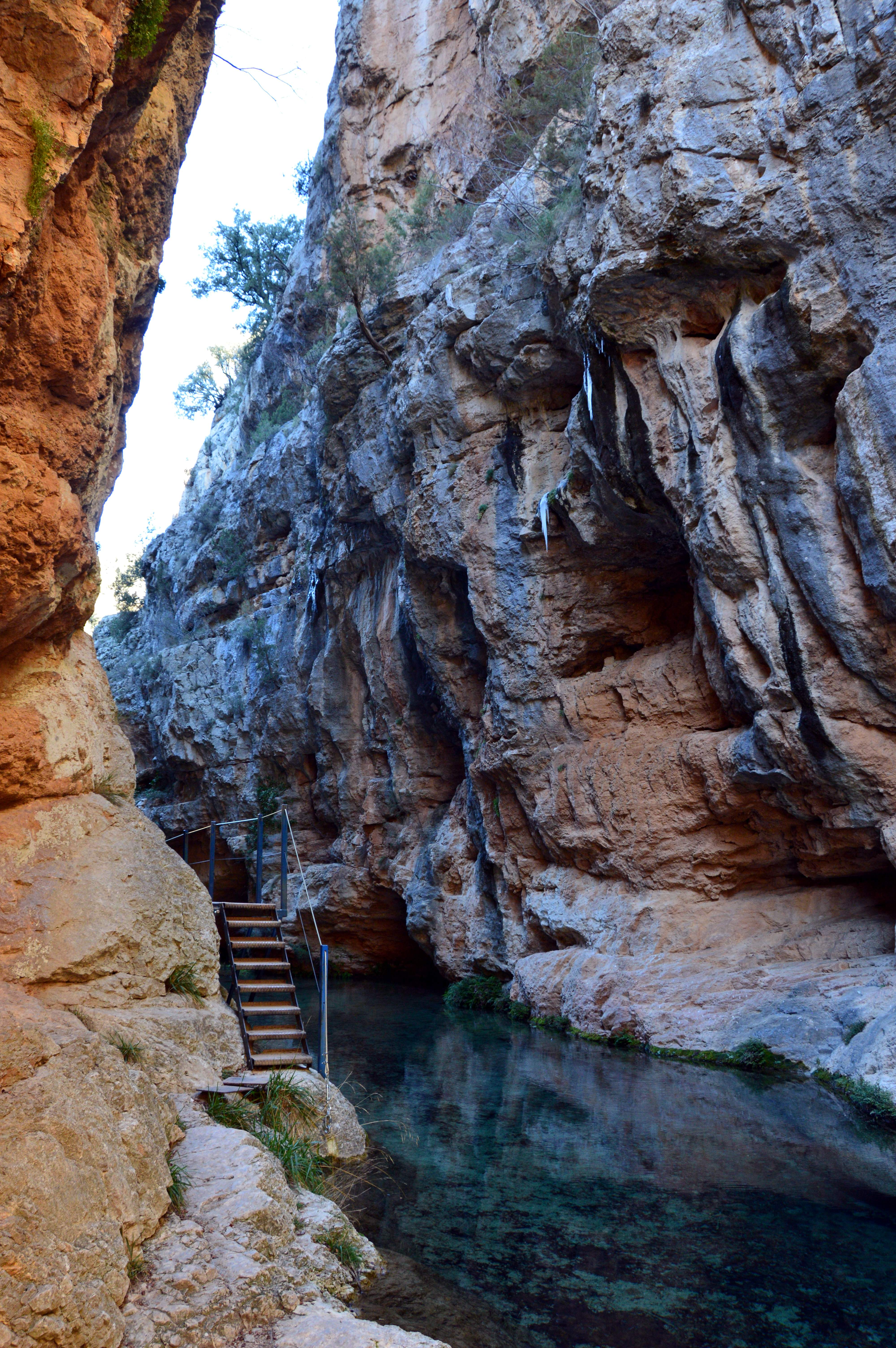
Detalle de la entrada a los Estrechos del Cañamar, Ruta de los Estrechos del Ebrón, en Tormón (Teruel).
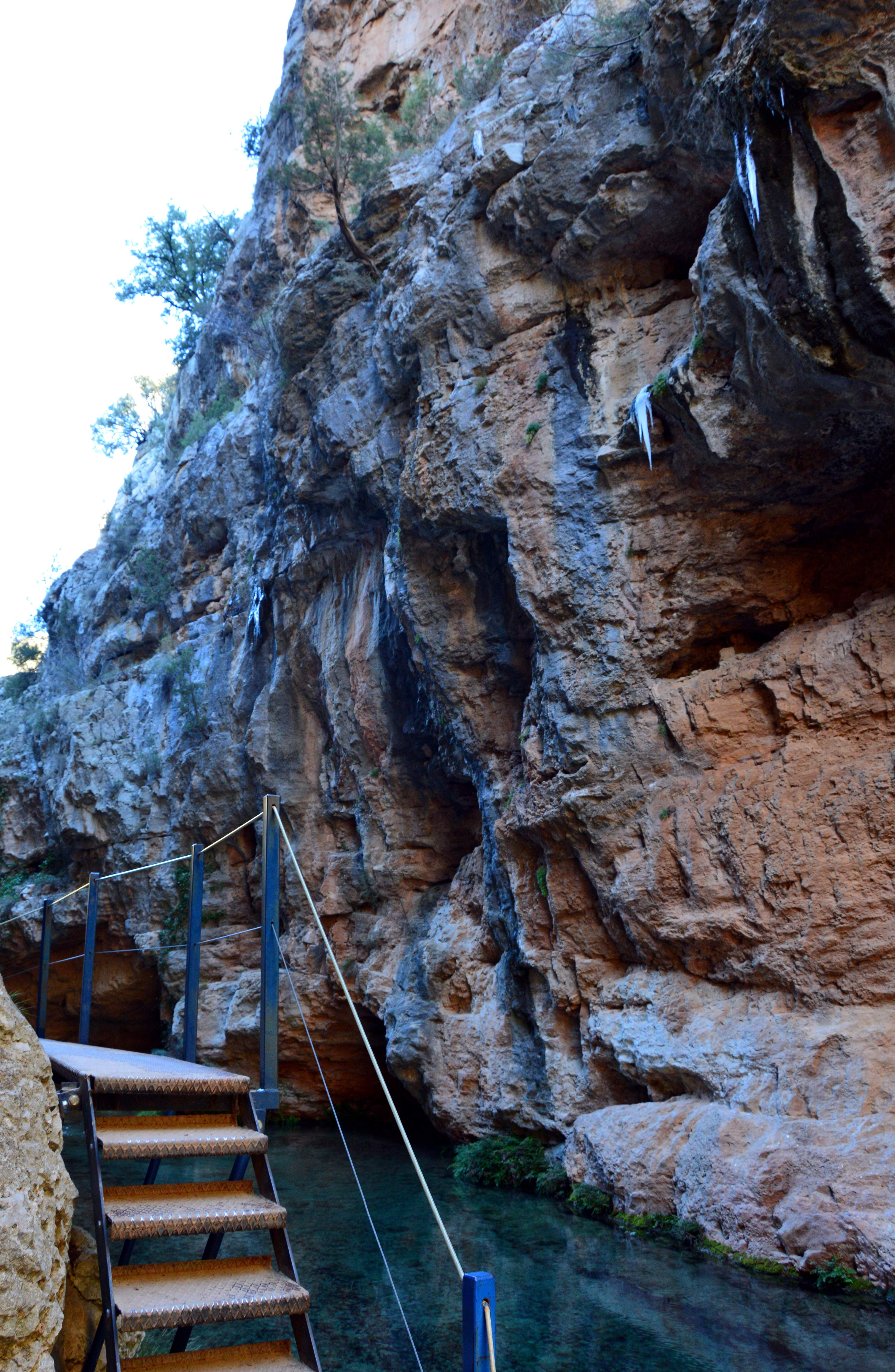
Detalle de los Estrechos del Cañamar, Ruta de los Estrechos del Ebrón, en Tormón (Teruel).
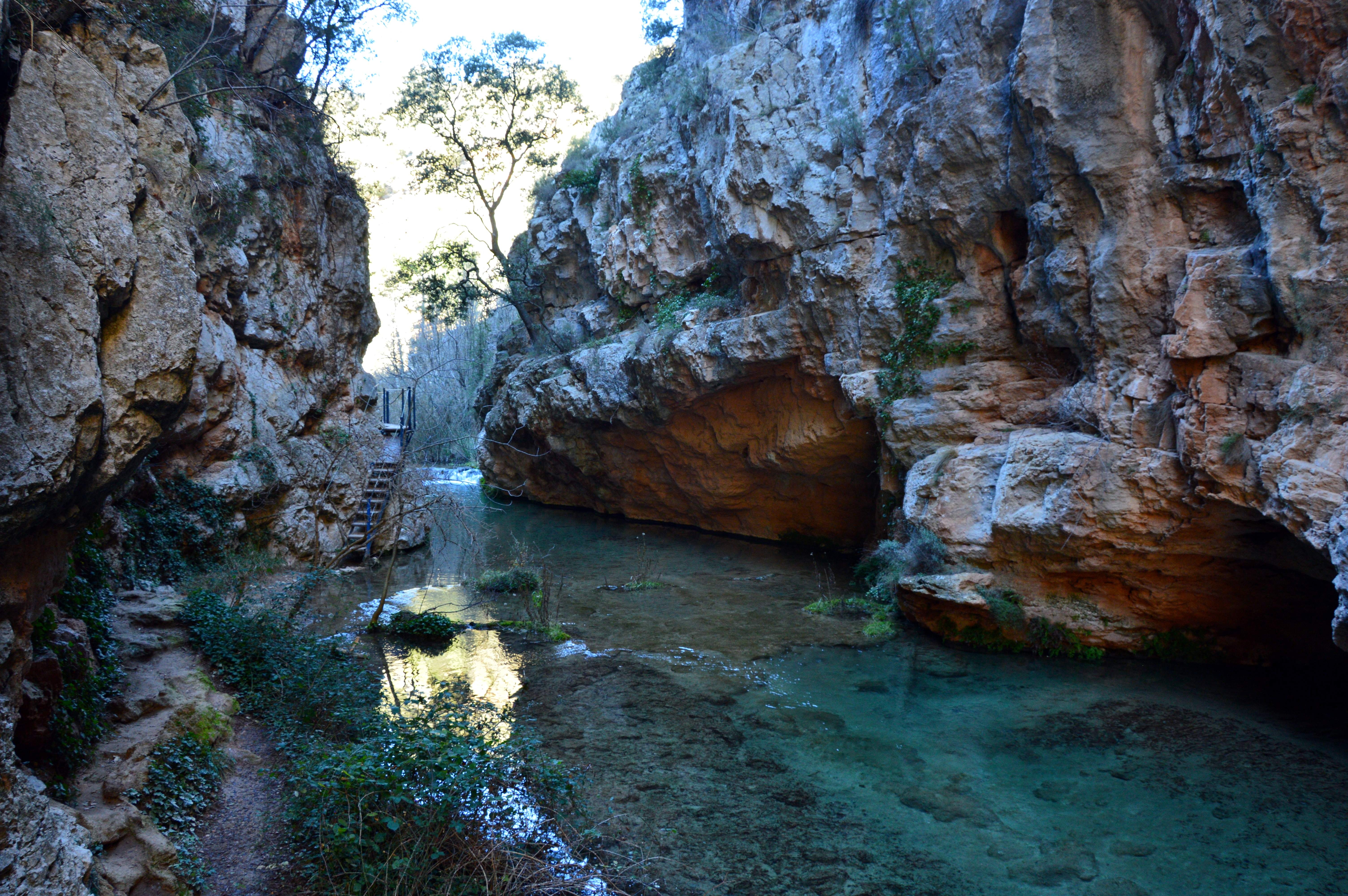
Detalle de los Estrechos del Cañamar, Ruta de los Estrechos del Ebrón, en Tormón (Teruel).
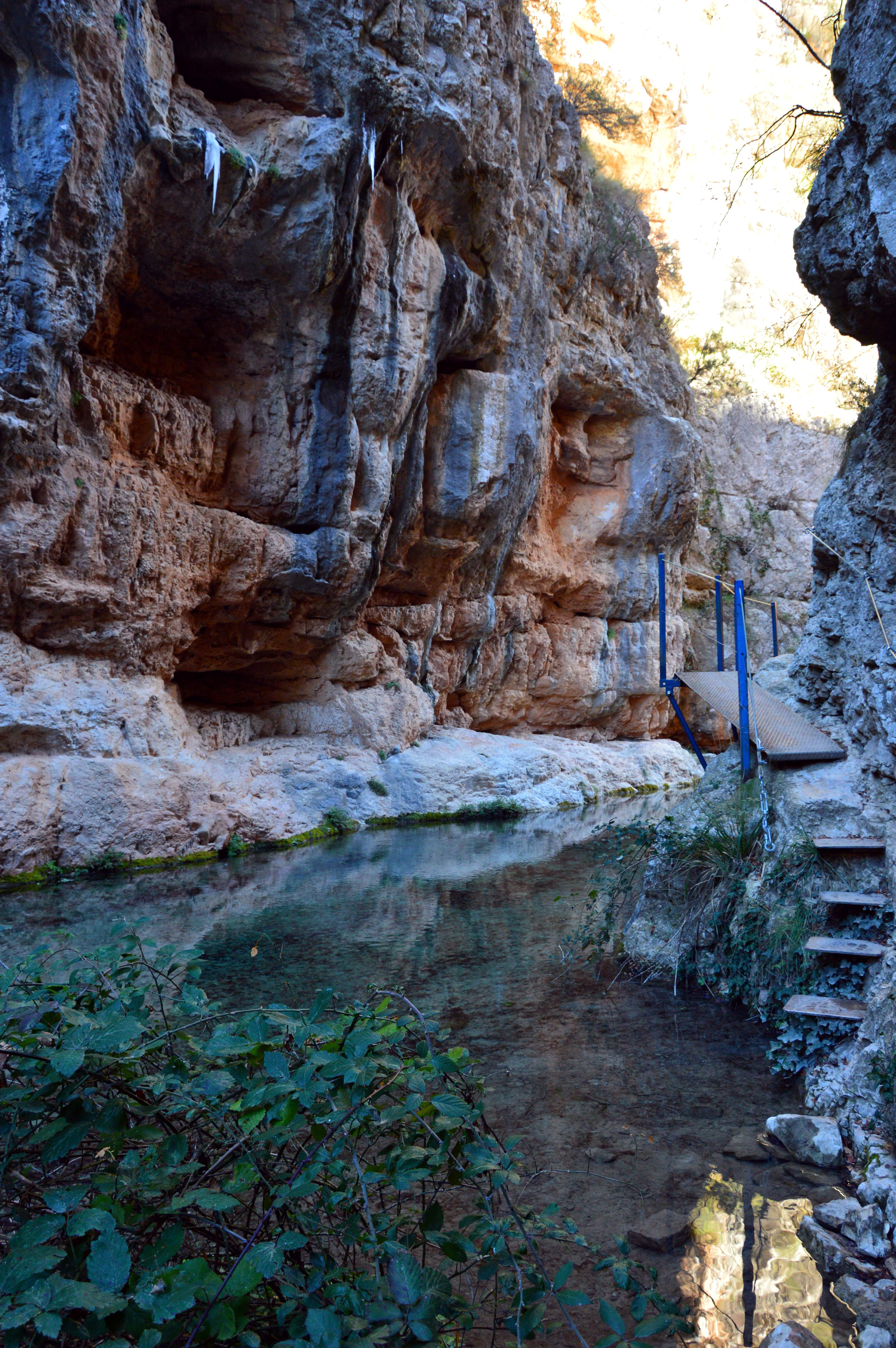
Detalle de los Estrechos del Cañamar, Ruta de los Estrechos del Ebrón, en Tormón (Teruel).
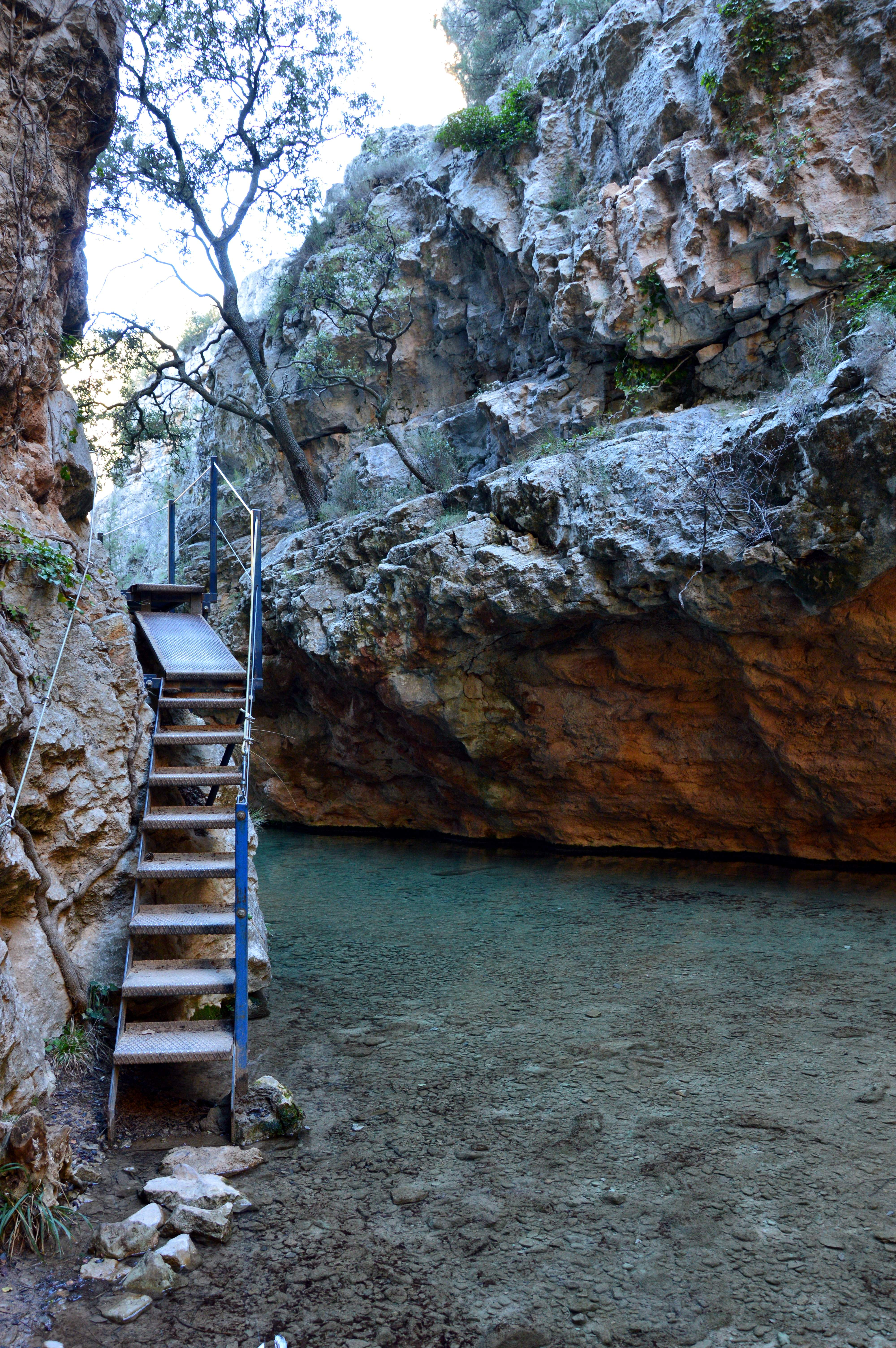
Detalle de los Estrechos del Cañamar, Ruta de los Estrechos del Ebrón, en Tormón (Teruel).
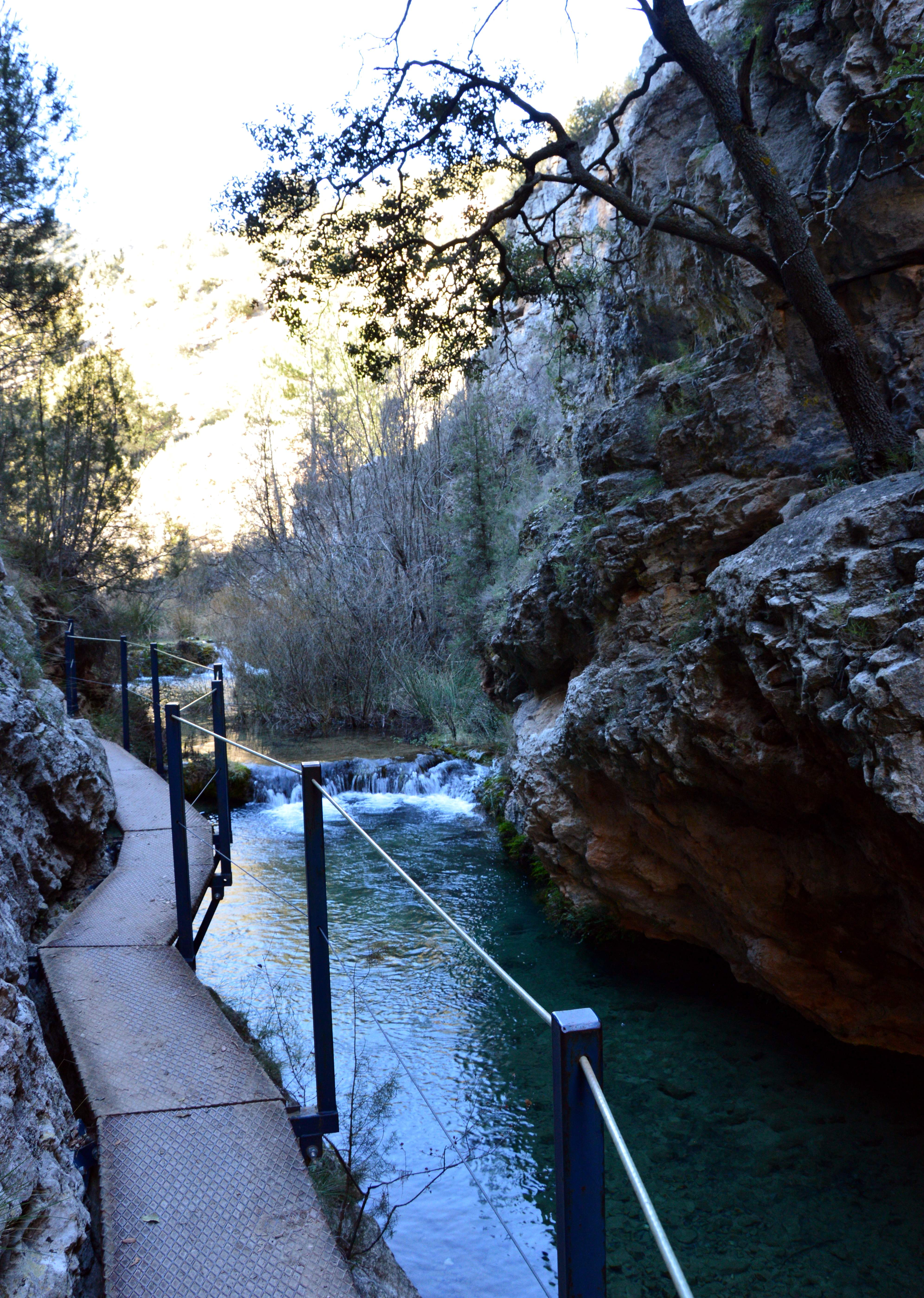
Detalle de los Estrechos del Cañamar, Ruta de los Estrechos del Ebrón, en Tormón (Teruel).
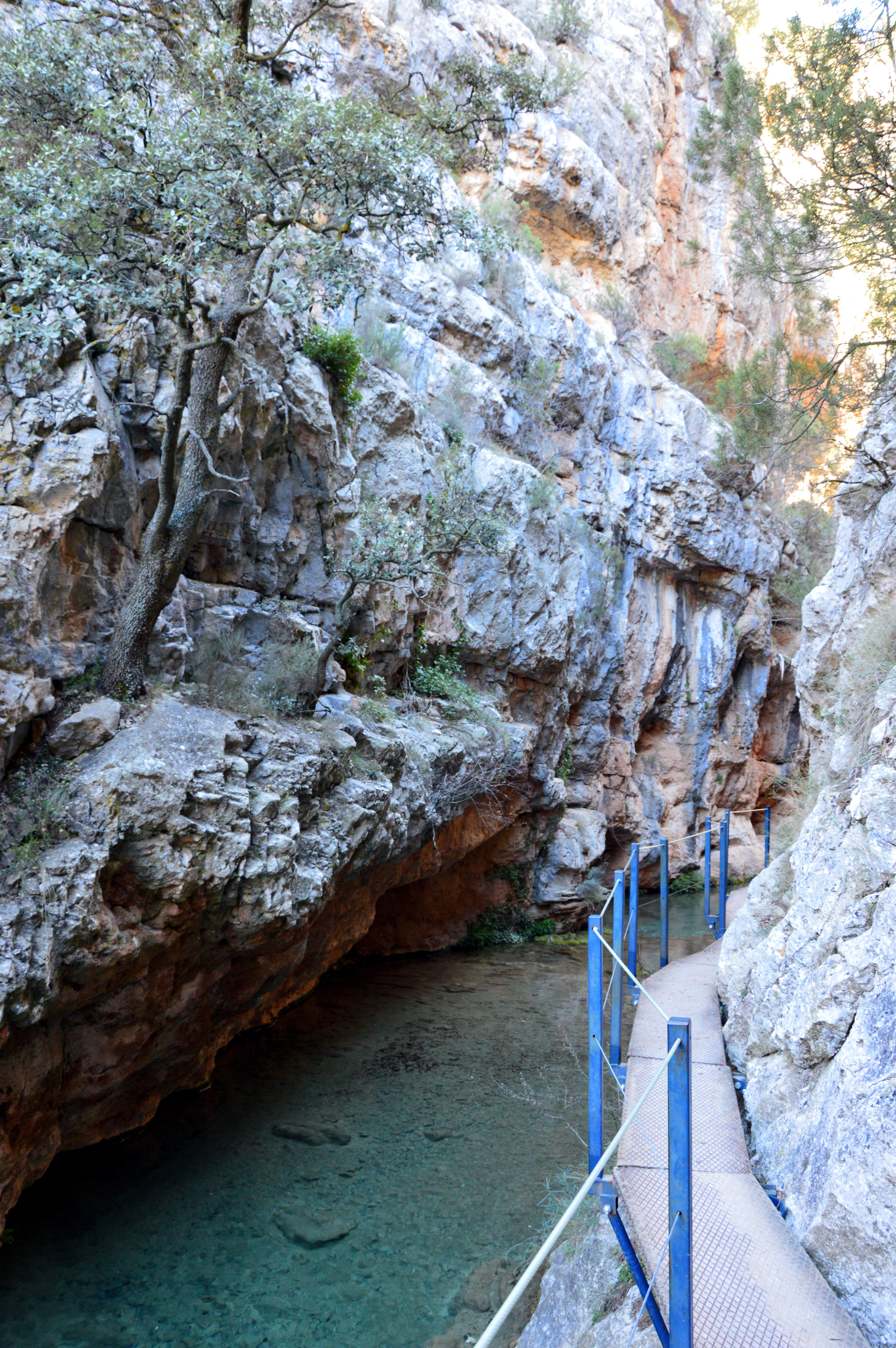
Detalle de los Estrechos del Cañamar, Ruta de los Estrechos del Ebrón, en Tormón (Teruel).
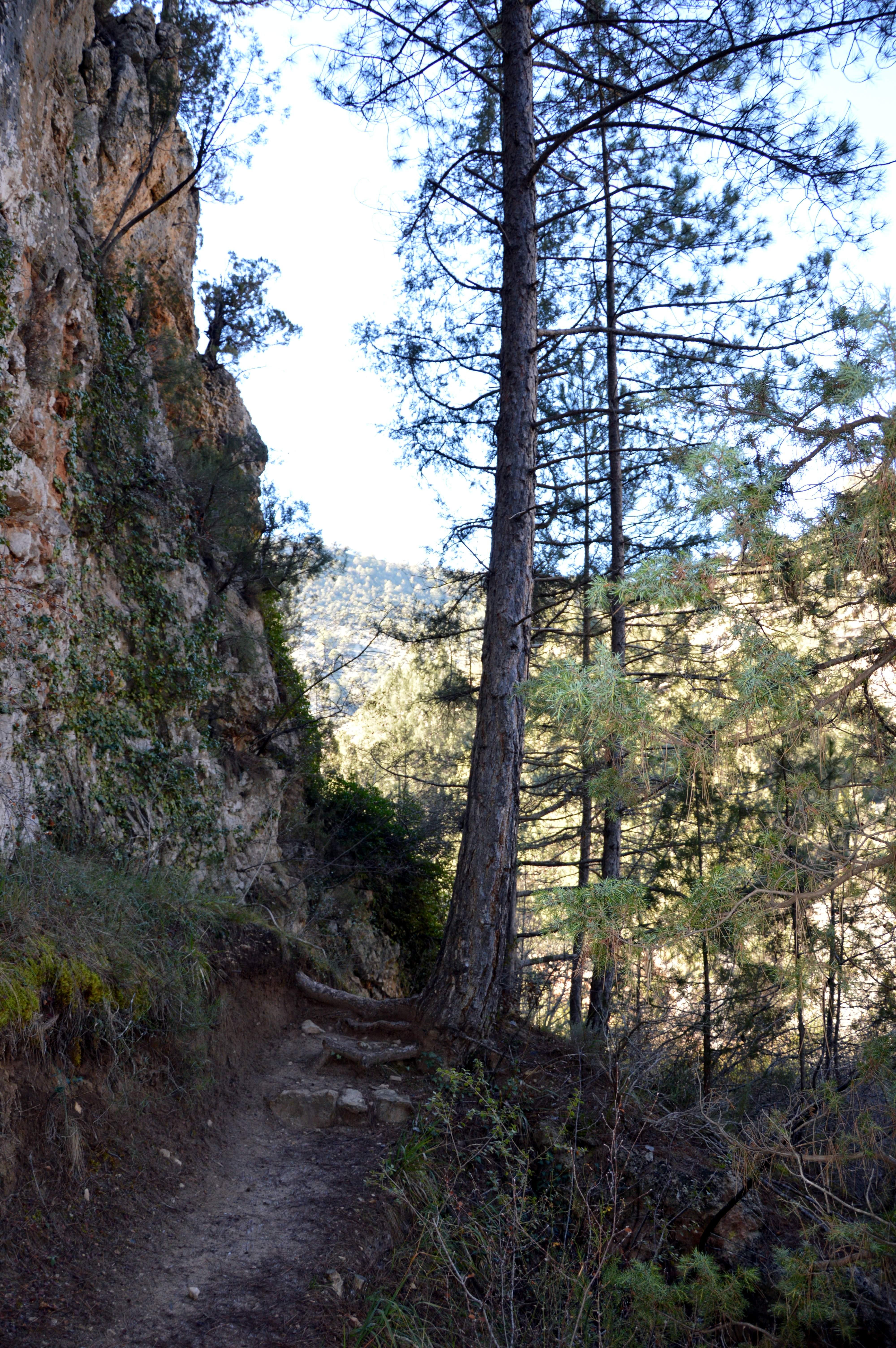
Detalle del camino a la salida de los Estrechos del Cañamar, Ruta de los Estrechos del Ebrón, en Tormón (Teruel).
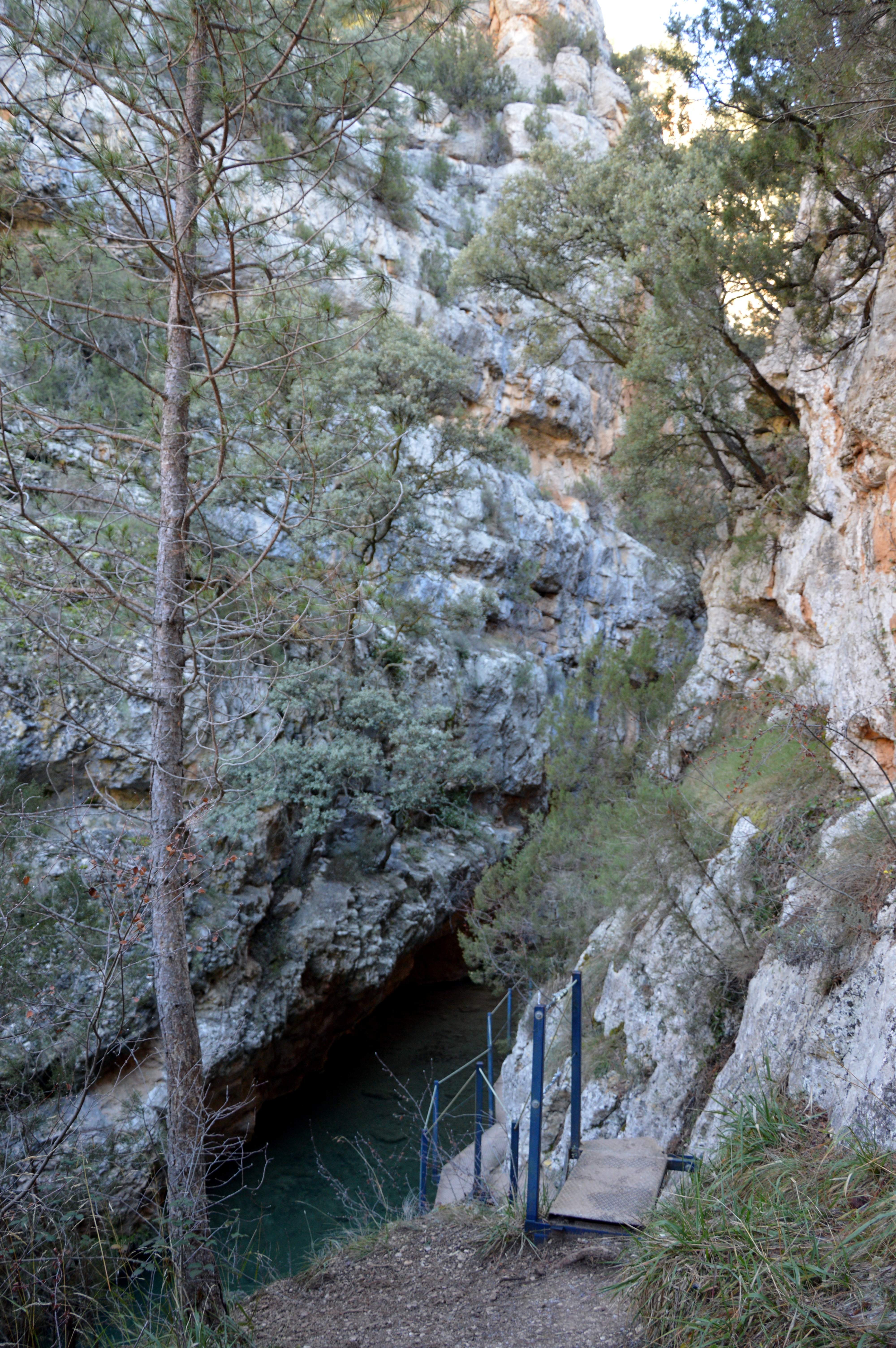
Detalle del camino a la salida de los Estrechos del Cañamar, Ruta de los Estrechos del Ebrón, en Tormón (Teruel).
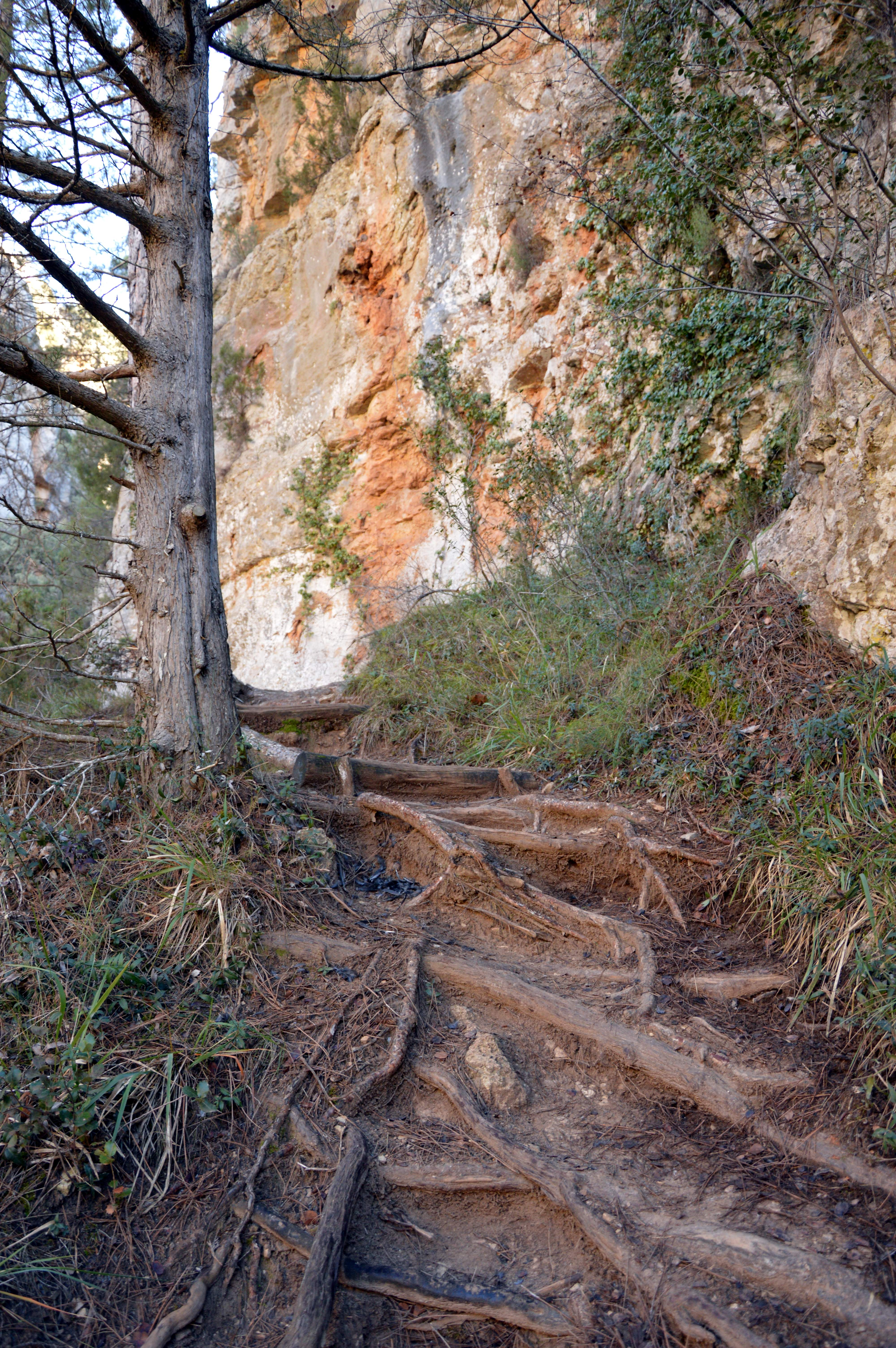
Detalle del camino a la salida de los Estrechos del Cañamar, Ruta de los Estrechos del Ebrón, en Tormón (Teruel).
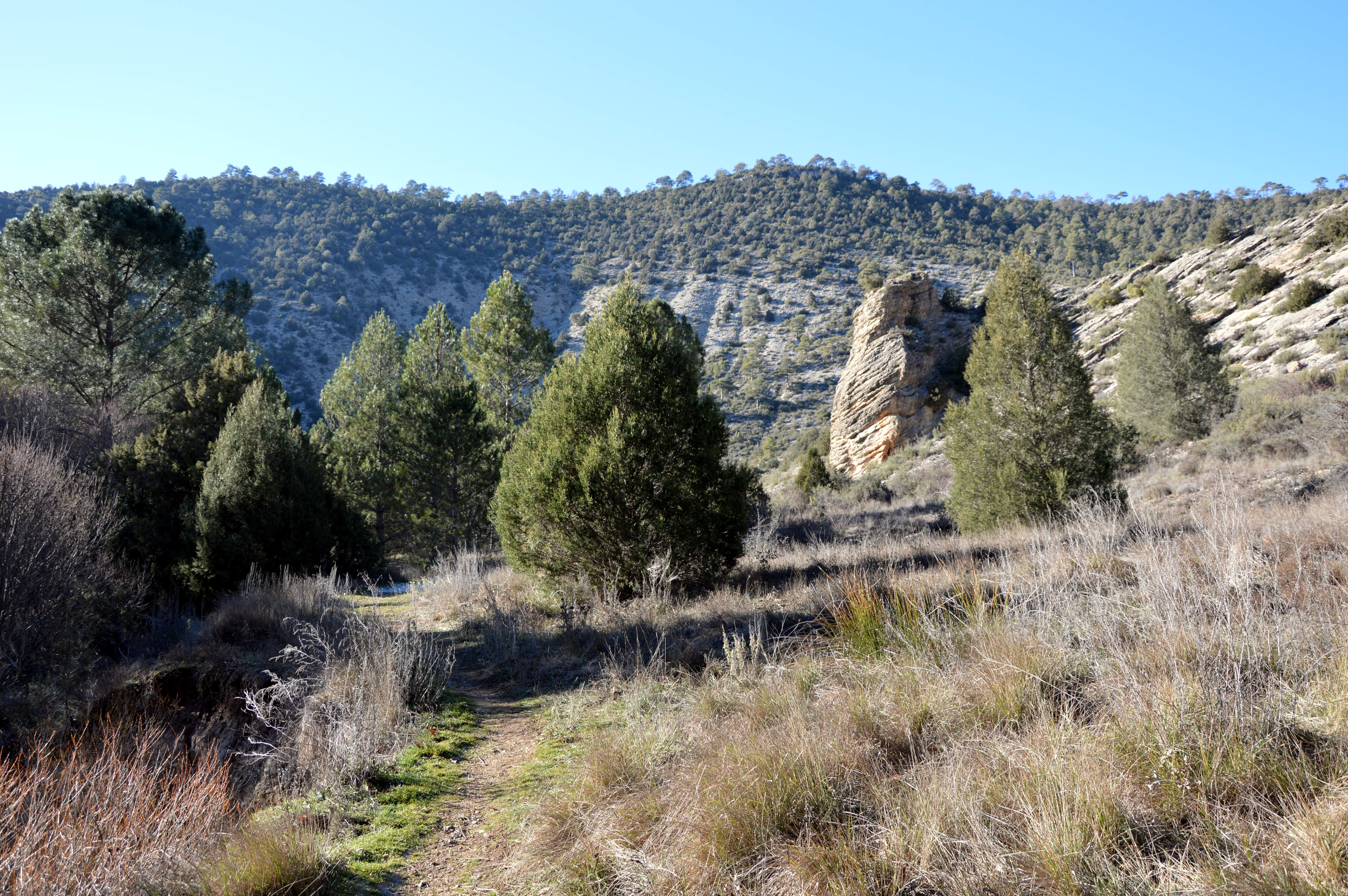
Detalle del camino por encima de los Estrechos del Cañamar, Ruta de los Estrechos del Ebrón, en Tormón (Teruel).
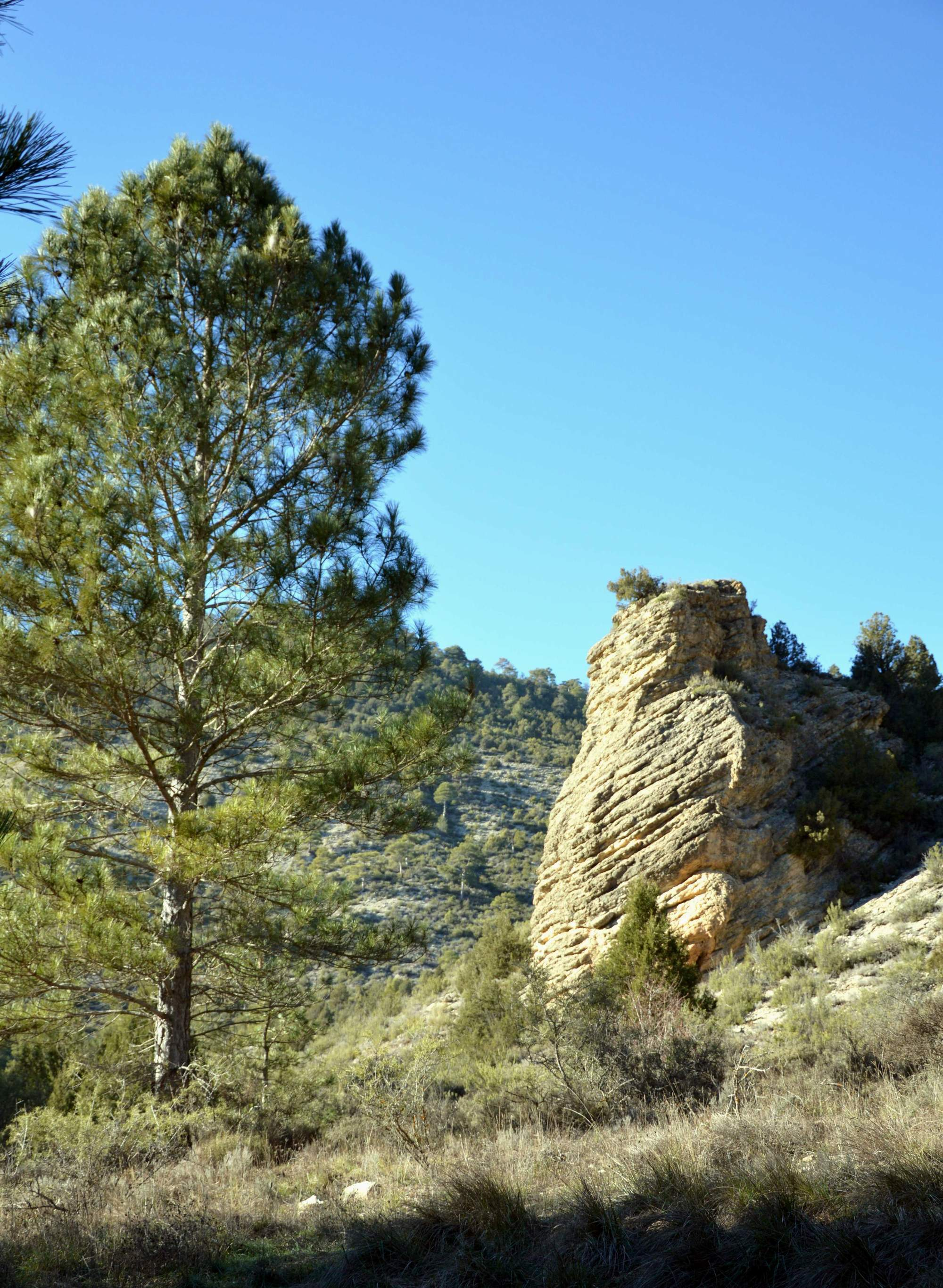
Detalle del paisaje por encima de los Estrechos del Cañamar, Ruta de los Estrechos del Ebrón, en Tormón (Teruel).
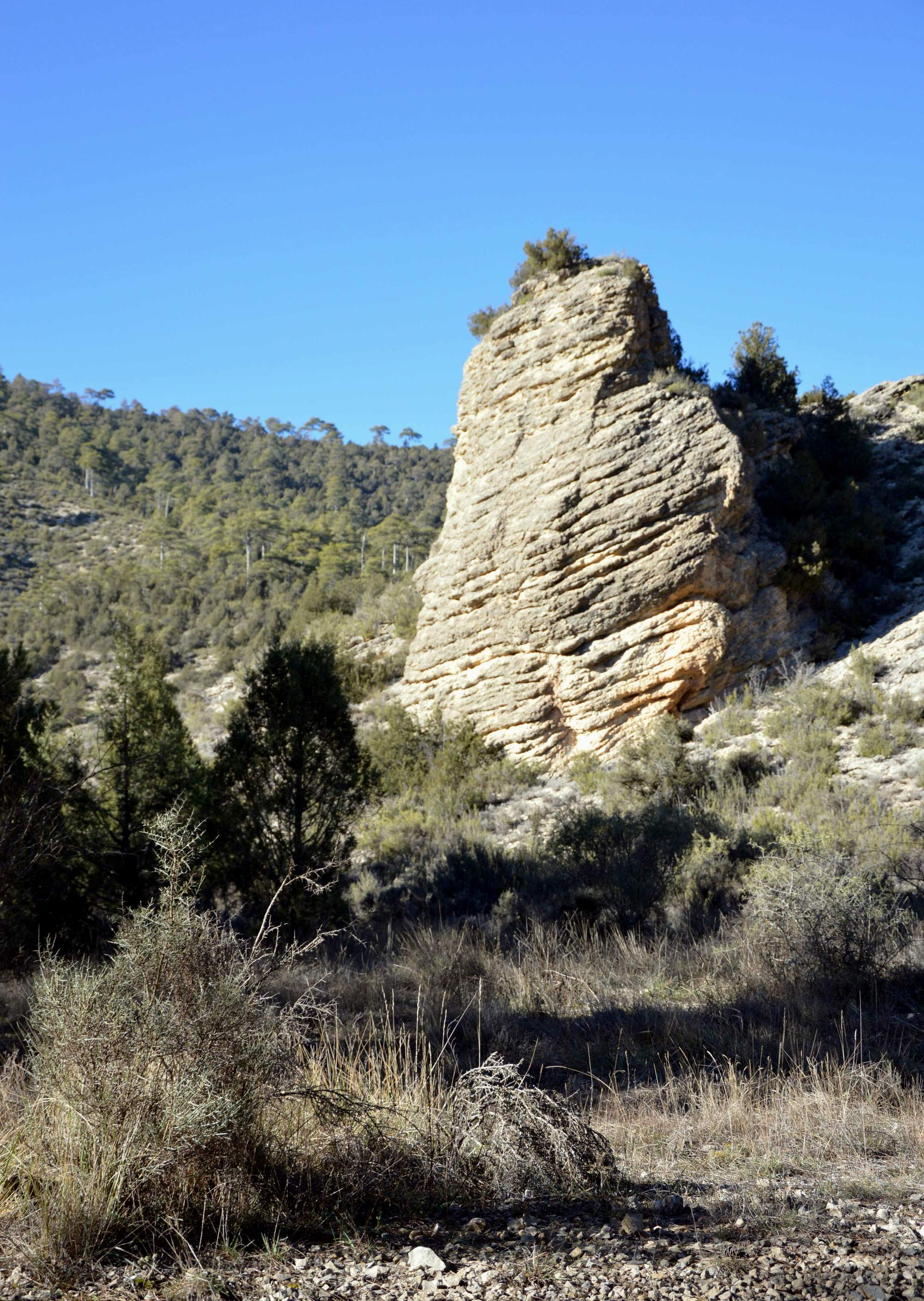
Detalle del paisaje por encima de los Estrechos del Cañamar, Ruta de los Estrechos del Ebrón, en Tormón (Teruel).
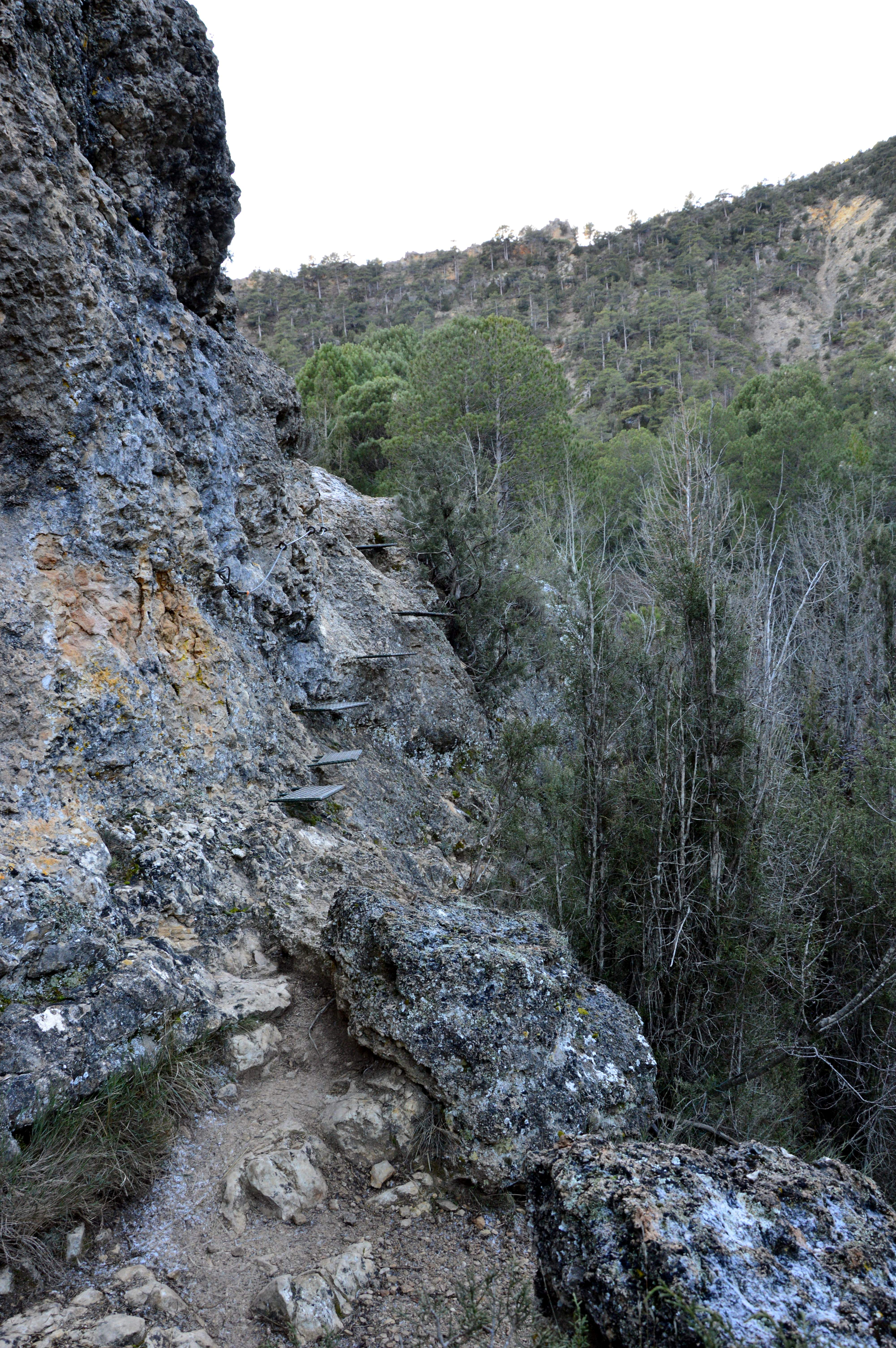
Detalle de pasaderas en la roca por encima de los Estrechos del Cañamar, Ruta de los Estrechos del Ebrón, en Tormón (Teruel).